# 31. Oktober
Der 31. Oktober ist der 304. Tag des gregorianischen Kalenders (der 305. in Schaltjahren), somit bleiben 61 Tage bis zum Jahresende.

## Ereignisse

### Politik und Weltgeschehen
- 0475: Der Heermeister Flavius Orestes lässt seinen minderjährigen Sohn Romulus Augustulus von den Truppen zum weströmischen Kaiser ausrufen.
- 0802: Nikephoros I. wird zum Kaiser von Byzanz gewählt und setzt die regierende Kaiserin Irene ab.
- 1639: In der Seeschlacht bei den Downs im Ärmelkanal gelingt im Achtzigjährigen Krieg der Flotte aus der Republik der Sieben Vereinigten Niederlande ein Sieg über spanisch-portugiesische Kriegsschiffe.

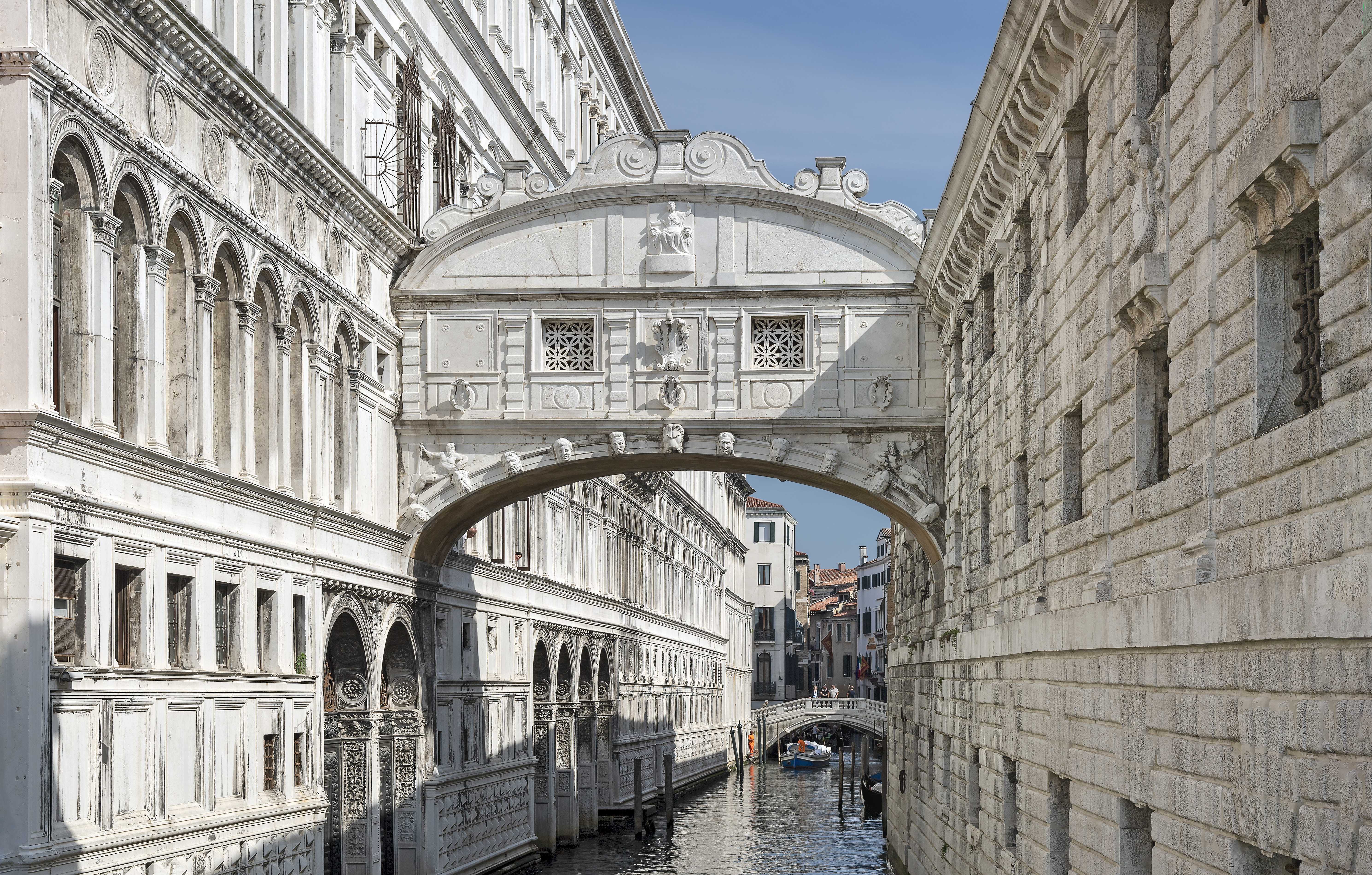
1756: Dogenpalast, Seufzerbrücke

- 1756: In der Nacht gelingt Giacomo Casanova die Flucht aus den Bleikammern des Dogenpalastes in Venedig, wo er wegen „Schmähungen gegen die heilige Religion“ eingesperrt war.
- 1793: In Paris werden 21 Girondisten, nach einem Schauprozess vor dem Revolutionstribunal eine Woche zuvor, durch die Guillotine hingerichtet.
- 1795: Auf Basis der am 26. Oktober in Kraft getretenen Verfassung des Jahres III wird in Paris das erste Direktorium gewählt. Es besteht aus Lazare Nicolas Marguerite Carnot, Étienne-François Le Tourneur, Paul de Barras, Jean-François Reubell und Louis-Marie de La Révellière-Lépeaux.
- 1807: Nach dem Bombardement Kopenhagens erklärt Dänemark im Wasmer-Palais in Glückstadt an der Seite Napoleons Großbritannien den Krieg.
- 1813: Napoleon Bonaparte setzt sich nach der Völkerschlacht bei Leipzig mit den Resten seiner Armee in der zweitägigen Schlacht bei Hanau gegen ein bayerisch-österreichisches Heer durch, das ihm den Rückweg nach Frankreich verlegen will.
- 1848: Revolution von 1848/49 im Kaisertum Österreich: Mit dem Einmarsch kaiserlicher Truppen endet die Wiener Oktoberrevolution.
- 1864: Nevada wird 36. Bundesstaat der USA.
- 1917: In der Schlacht von Beerscheba führen australische Truppen eine der letzten erfolgreichen Kavallerieattacken gegen osmanische Truppen durch.

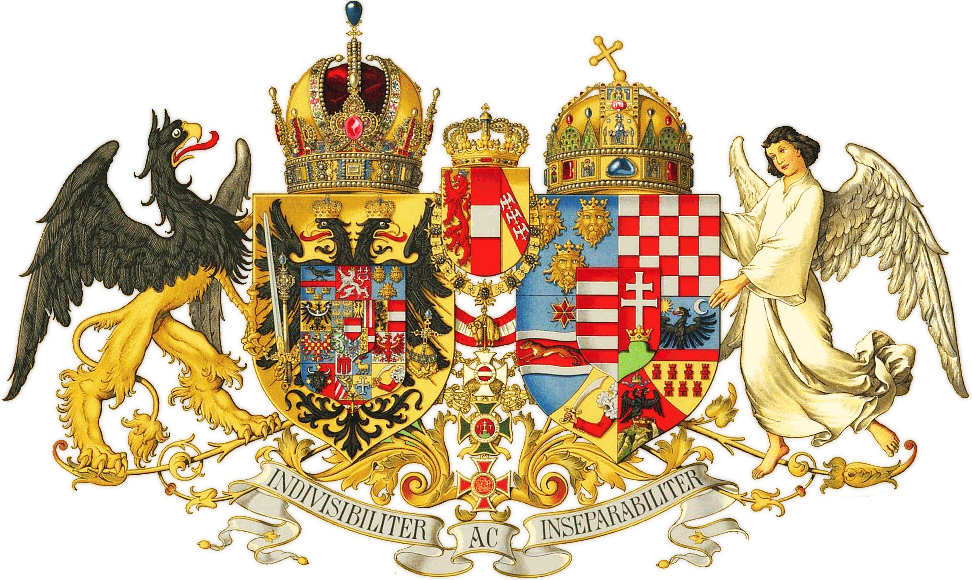
1918: Österreich-Ungarn (Wappen seit 1915)

- 1918: Asternrevolution in Österreich-Ungarn: Die k. u. k. Doppelmonarchie endet mit dem Austritt Ungarns aus der Realunion. Der ungarische Ministerpräsident István Tisza wird in Budapest von marodierenden Soldaten erschossen.
- 1922: Nach der Ernennung Benito Mussolinis zum Ministerpräsidenten Italiens durch König Viktor Emanuel III. ziehen die Faschisten in einem Triumphmarsch in Rom ein.
- 1925: Das iranische Parlament (Madschles) beschließt die Absetzung von Ahmad Schah Kadschar, dem letzten Herrscher der Kadscharendynastie.
- 1926: In Bologna versucht der Fünfzehnjährige Anteo Zamboni den faschistischen Ministerpräsidenten Benito Mussolini bei einer Gedenkparade an den Marsch auf Rom zu erschießen. Der Attentäter wird von umstehenden Faschisten attackiert und gelyncht. Er stirbt am selben Tag.
- 1931: Die polnische Marine stellt das U-Boot ORP Wilk in Dienst. Nach dem deutschen Überfall auf Polen wird ihm als erstem U-Boot die Flucht nach Großbritannien gelingen.
- 1941: Mehrere Wochen vor dem Eintritt der USA in den Zweiten Weltkrieg wird die Reuben James von einem deutschen U-Boot versenkt.
- 1956: Großbritannien und Frankreich starten eine Luftoffensive gegen Ägypten im Zuge der Sueskrise.
- 1960: In der zwischen Österreich und Italien umstrittenen Südtirol-Frage fordert die UN-Resolution 1497/XV beide Staaten zu Verhandlungen auf Grundlage des Gruber-De-Gasperi-Abkommens auf.
- 1961: Der Leichnam Josef Stalins wird im Zuge der sowjetischen Entstalinisierung in Moskau aus dem Lenin-Mausoleum entfernt und an der Kremlmauer beigesetzt.
- 1971: Bei den Wahlen zum schweizerischen National- und Ständerat sind erstmals auch Frauen wahlberechtigt und wählbar.
- 1984: Die zwei Sikh-Leibwächter Satwant Singh und Beant Singh ermorden Indiens Ministerpräsidentin Indira Gandhi.
- 1990: Nach der Hinterlegung der Ratifikationsurkunde am 1. Oktober tritt die UN-Antifolterkonvention für Deutschland in Kraft.
- 1991: In Sambia finden erstmals freie Präsidentschafts- und Parlamentswahlen statt. Frederick Chiluba wird zum Präsidenten gewählt.
- 1997: Letsie III. wird als König von Lesotho gekrönt.
- 1999: Bei den zweiten demokratischen Parlamentswahlen in Georgien gewinnt die Georgische Bürgerunion Eduard Schewardnadses die absolute Mehrheit.
- 2000: Der UN-Sicherheitsrat verabschiedet einstimmig die Resolution 1325 zu Frauen, Frieden und Sicherheit.

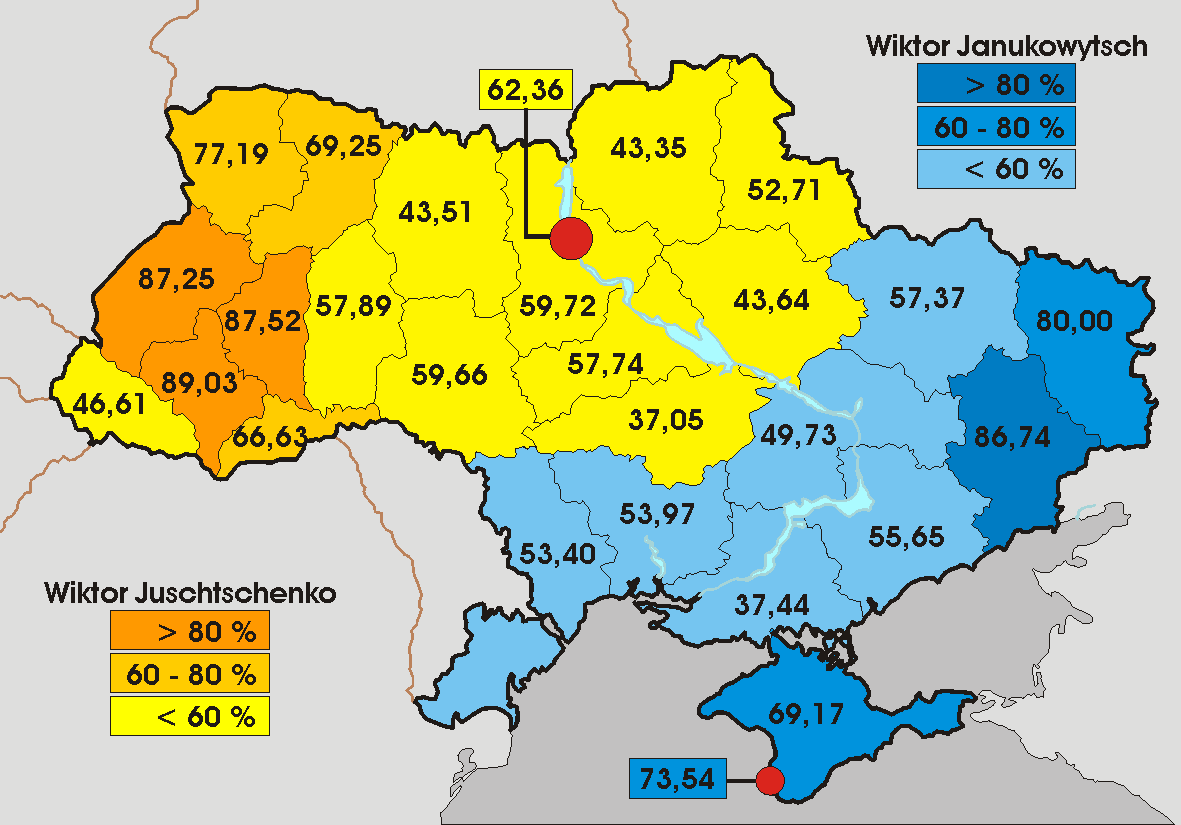
2004: Ergebnis nach dem ersten Wahlgang in der Ukraine

- 2004: Bei den Präsidentschaftswahlen in der Ukraine kommt es zu einem Kopf-an-Kopf-Rennen zwischen Wiktor Janukowytsch und Wiktor Juschtschenko, was eine Stichwahl am 21. November notwendig macht.
- 2006: Operation Herbstwolken: Kurz nach Mitternacht dringen die Israelischen Verteidigungsstreitkräfte in einer groß angelegten Offensive in den Gazastreifen ein. Die Kämpfe konzentrieren sich vor allem im Gebiet um Beit Hanun.

### Wirtschaft
- 1786: Der schwedische König Gustav III. genehmigt das Gründen der Schwedischen Westindien-Kompanie mit dem Privileg zum Handel mit der Insel Saint-Barthélemy und anderen karibischen Handelsplätzen.
- 1855: Die K. k. priv. Österreichische Credit-Anstalt für Handel und Gewerbe wird gegründet.
- 1858: Der Maria-Theresien-Taler verliert wie andere Konventionstaler die Eigenschaft als gesetzliches Zahlungsmittel im Kaisertum Österreich. Ab 1. November gilt die Österreichische Währung nach dem Dezimalsystem und auf Gulden-Basis.
- 1872: Das Pharmaunternehmen Engelhard Arzneimittel entsteht durch die Gründung des Apothekers Karl Philipp Engelhard in Frankfurt am Main.
- 1905: Die Viermastbark Pamir der Reederei F. Laeisz läuft erstmals aus, zu einer Salpeterfahrt nach Südamerika.

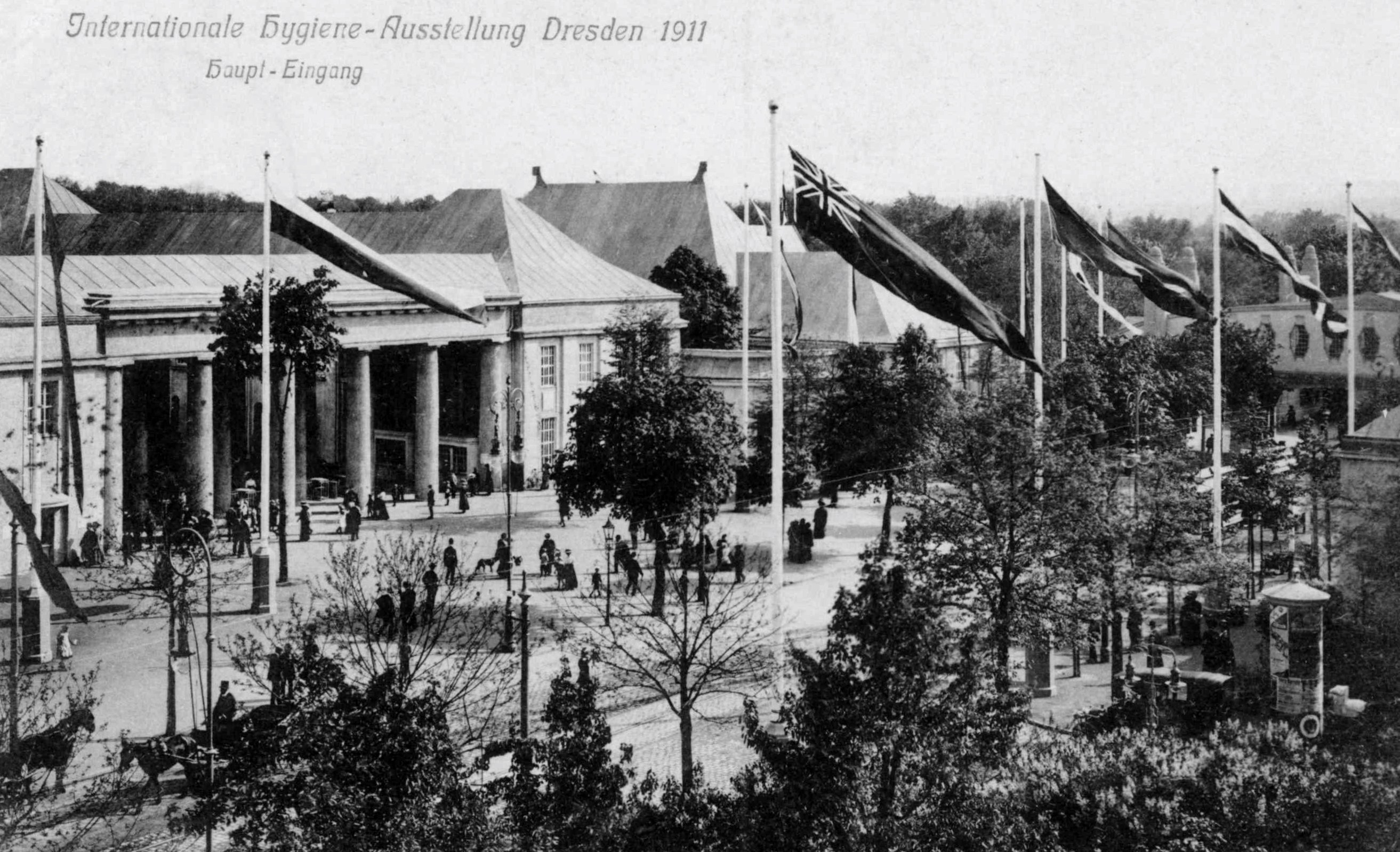
1911: Der Haupteingang der Ausstellung

- 1911: Die am 6. Mai auf Anregung des Odol-Fabrikanten Karl August Lingner eröffnete Internationale Hygiene-Ausstellung im Städtischen Ausstellungspalast, die bislang meistbesuchte Ausstellung in Dresden, schließt ihre Pforten.
- 1923: Wilhelm Kollhof meldet als erster Rundfunkteilnehmer in Deutschland sein Radio an. Aufgrund der Inflationszeit zahlt er 350 Milliarden Mark für die Genehmigung.
- 1924: Die Vertreter von Sparkassen aus 29 Ländern beschließen am Abschlusstag des ersten internationalen Sparkassenkongresses in Mailand das Einführen des jährlichen Weltspartags.
- 1967: Nach 107 Jahren laufendem Betrieb zur Steinkohle-Förderung wird die Zeche Shamrock in Herne stillgelegt.
- 2000: Borussia Dortmund geht als erster deutscher Fußballbundesligist an die Börse.

### Wissenschaft und Technik

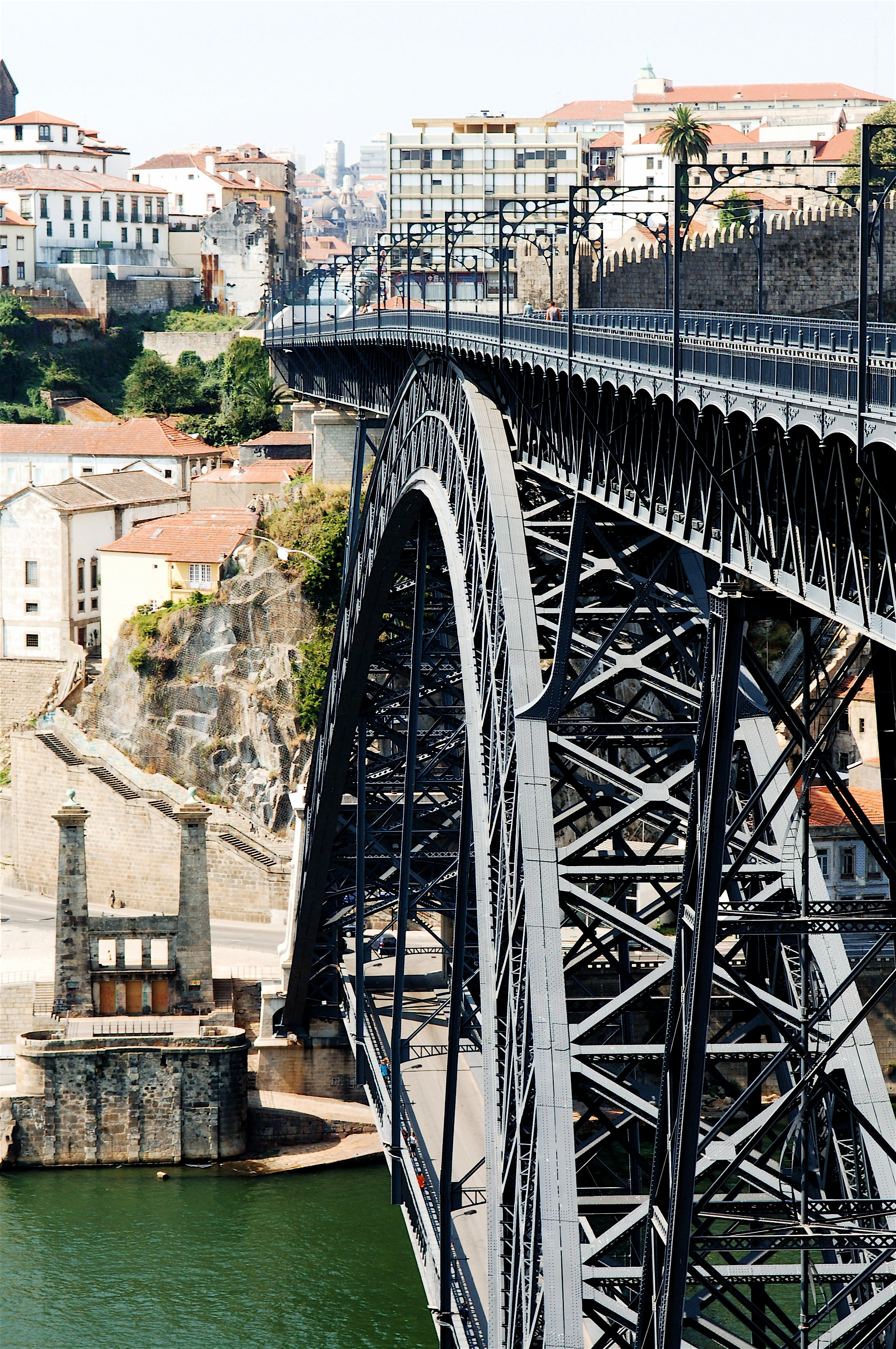
1886: Ponte Dom Luís I

- 1886: Die Bogenbrücke Ponte Dom Luís I über den Fluss Douro bei Porto wird vom portugiesischen König Ludwig I. eingeweiht.
- 1956: Das erste Flugzeug landet am Südpol. Die Expeditionsgruppe der US Navy um Konteradmiral George J. Dufek hat den Auftrag, den Bau der Amundsen-Scott-Südpolstation vorzubereiten.
- 1957: Der Forschungsreaktor München (genannt „Atom-Ei“) wird in Garching bei München als erster deutscher Forschungsreaktor in Betrieb genommen.
- 2000: Mit der Mission Sojus TM-31 startet ihre erste Besatzung zur Internationalen Raumstation (ISS).
- 2005: Die NASA teilt die Entdeckung zweier Monde, Nix und Hydra, des Zwergplaneten Pluto in unserem Sonnensystem mit, die einige Zeit zuvor mit dem Hubble-Weltraumteleskop gelungen ist.

### Kultur

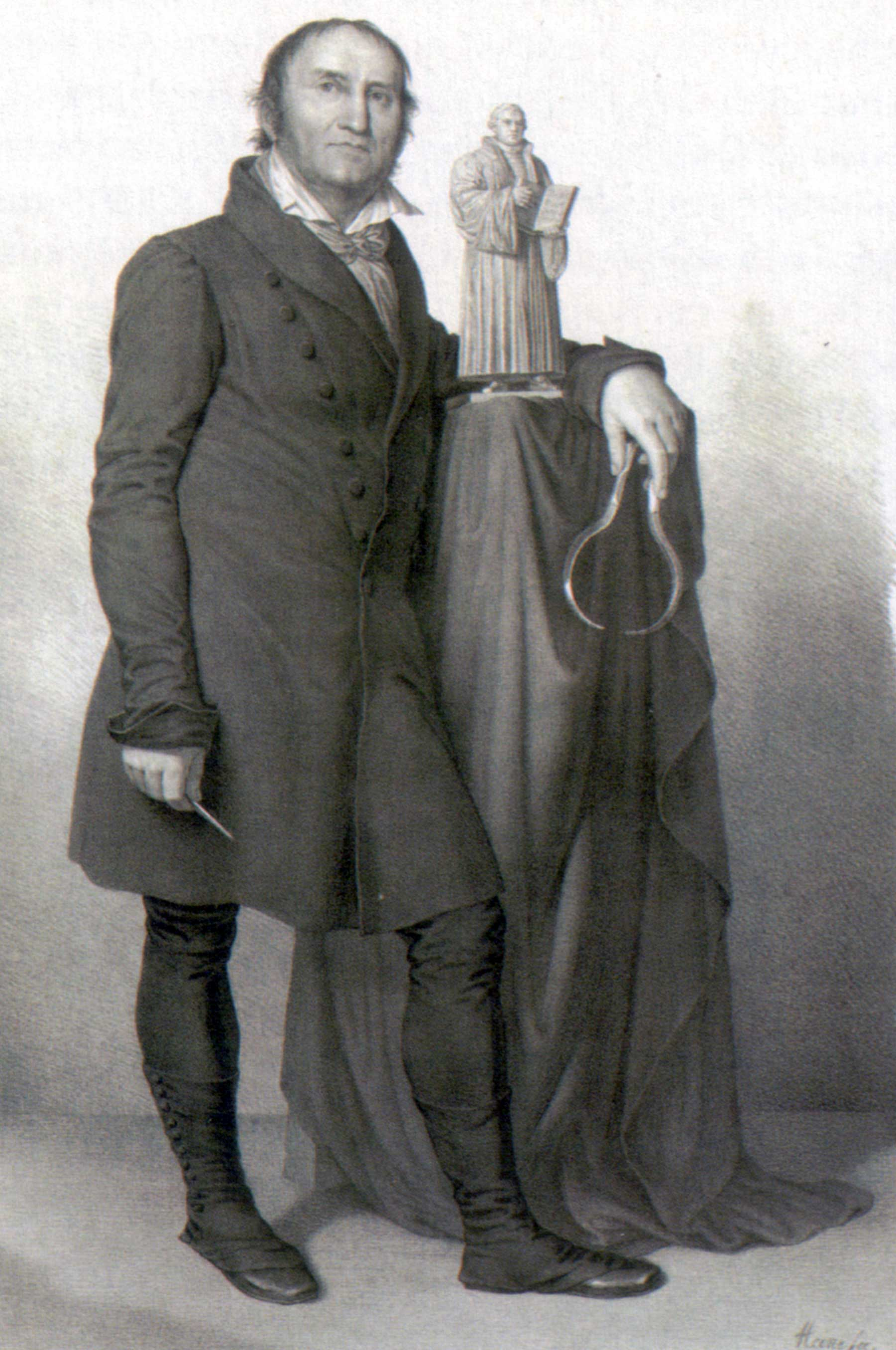
1821: Schadow mit Modell des Lutherdenkmals

- 1821: Das Lutherdenkmal in Wittenberg, ein Werk von Johann Gottfried Schadow und Karl Friedrich Schinkel, wird enthüllt.
- 1857: Am Carltheater in Wien wird die Posse mit Gesang Tannhäuser von Johann Nestroy (Text) und Carl Binder (Musik) uraufgeführt. Es handelt sich dabei um eine Parodie auf die gleichnamige Oper von Richard Wagner.
- 1866: Am Théâtre du Palais-Royal in Paris wird die Operette Pariser Leben von Jacques Offenbach uraufgeführt, die zu einem seiner erfolgreichsten Werke wird. Das Libretto stammt von Henri Meilhac und Ludovic Halévy.
- 1879: Am Theater an der Wien in Wien erfolgt die Uraufführung der Operette Gräfin Dubarry von Carl Millöcker, zu der F. Zell und Richard Genée das Libretto verfasst haben. Das Werk wird in der Folge noch mehrfach überarbeitet.
- 1884: Am Theater an der Wien in Wien findet die Uraufführung der Operette Der Feldprediger von Carl Millöcker statt.
- 1891: L’amico Fritz, Pietro Mascagnis zweite Oper, wird im Teatro Costanzi in Rom uraufgeführt.
- 1892: Die Kurzgeschichten Die Abenteuer des Sherlock Holmes von Arthur Conan Doyle erscheinen in Großbritannien.
- 1903: Rose Bernd, ein Schauspiel in fünf Akten von Gerhart Hauptmann, wird in Berlin uraufgeführt.
- 1906: Die Uraufführung der Oper Ariane von Jules Massenet findet an der Grand Opéra Paris statt.
- 1930: In Bielefeld wird die Rudolf-Oetker-Halle eingeweiht, für die der Wiener Große Musikvereinssaal Pate gestanden hat.
- 1941: Nach 14-jährigen Bauarbeiten wird das Mount Rushmore National Memorial für vollendet erklärt.
- 1942: An der Semperoper in Dresden wird die Oper Die Zauberinsel von Heinrich Sutermeister basierend auf dem Drama Der Sturm von William Shakespeare uraufgeführt.
- 1949: Die Oper Regina von Marc Blitzstein wird in New York City uraufgeführt.
- 1959: Eugène Ionescos Groteske Die Nashörner, ein Stück über Opportunismus gegenüber fanatischen Ideologien, wird im Düsseldorfer Schauspielhaus uraufgeführt.
- 1985: Eine Bühnenbesetzung in der Frankfurter Alten Oper verhindert die deutsche Erstaufführung von Rainer Werner Fassbinders 1974 entstandenem Stück Der Müll, die Stadt und der Tod.

### Gesellschaft
- 1833: Der 23-jährige Mecklenburger Fritz Reuter wird auf der Durchreise in Berlin in Haft genommen, weil er der radikalen Jenaer Burschenschaft Germania angehört. Seine anschließenden Erlebnisse verarbeitet der spätere niederdeutsche Schriftsteller im Roman Ut mine Festungstid.
- 2011: Die Vereinten Nationen proklamieren 7 Milliarden Menschen auf der Erde.

### Religion

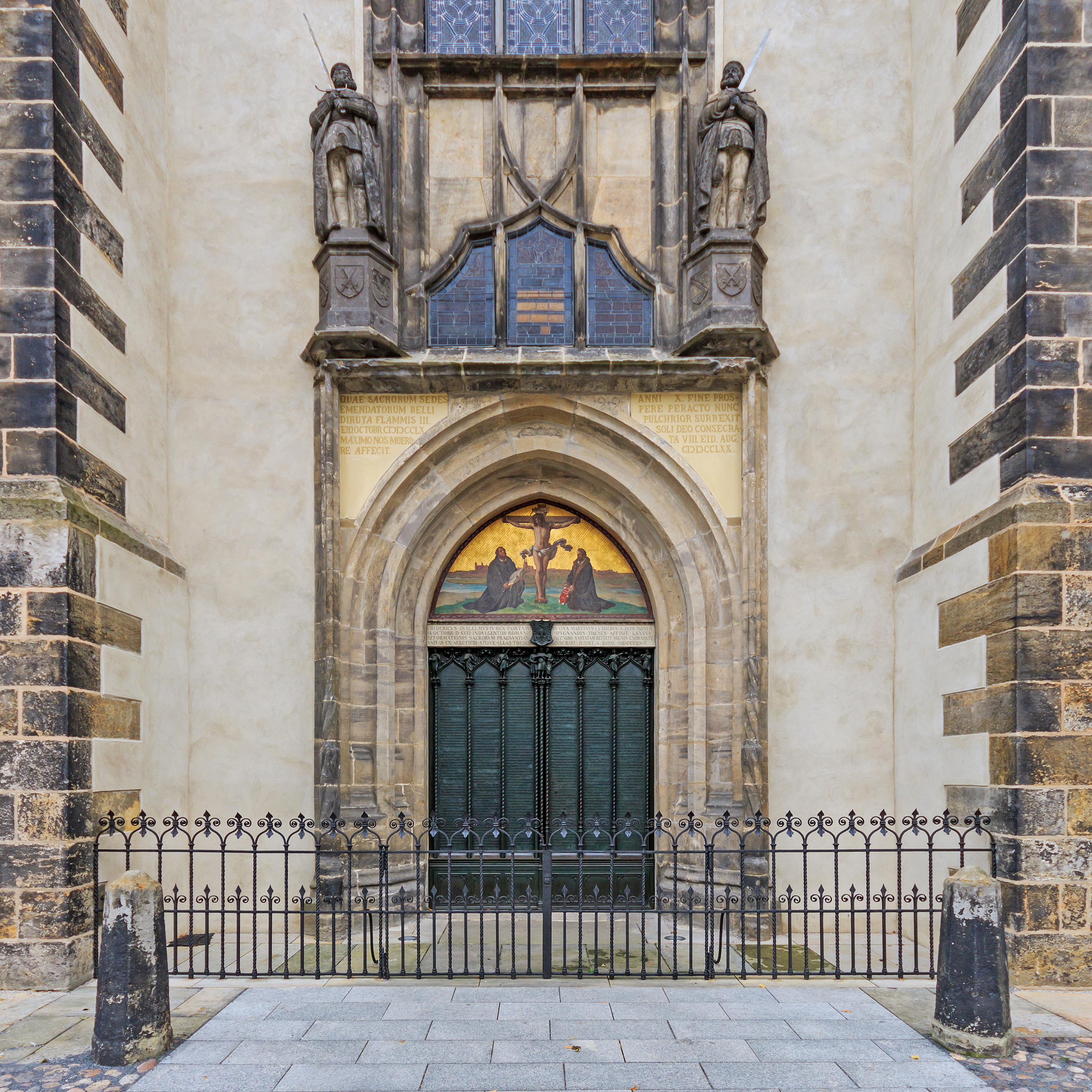
1517: Die „Thesentür“ an der Schlosskirche in Wittenberg

- 1517: Martin Luthers 95 Thesen sollen als Disputationsgrundlage über den Ablasshandel dienen; sie leiten die Reformation ein.
- 1731: Erzbischof Firmian erlässt das Salzburger Emigrationsedikt, das die Grundlage zum Beginn der Vertreibung der Evangelischen aus dem Erzstift Salzburg bildet.
- 1971: Schenuda III. von Alexandrien wird zum Oberhaupt der koptischen Kirche gewählt.
- 1992: Papst Johannes Paul II. betont anlässlich der Übergabe des Abschlussberichts der Päpstlichen Akademie der Wissenschaften über Galileo Galilei, dass es eine Pflicht der Theologen sei, „sich regelmäßig über die wissenschaftlichen Ergebnisse zu informieren, um eventuell zu prüfen, ob sie diese in ihrer Reflexion berücksichtigen oder ihre Lehre anders formulieren müssen“. Am 2. November wird Galilei formell rehabilitiert.
- 1999: Vertreter des Lutherischen Weltbundes und der Römisch-Katholischen Kirche unterzeichnen in Augsburg die Gemeinsame Erklärung zur Rechtfertigungslehre und heben damit die gegenseitigen Lehrverurteilungen in dieser fundamentalen theologischen Streitfrage auf.

### Katastrophen

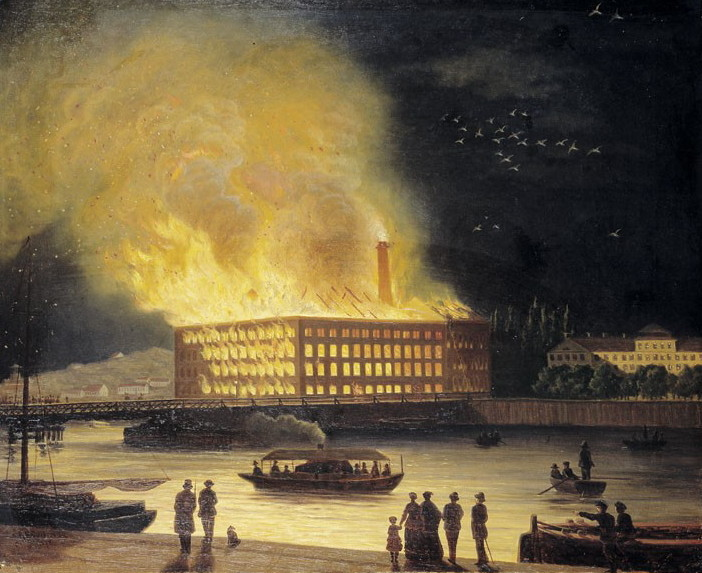
1878: Die Eldkvarn-Mühle brennt

- 1878: In Stockholm kommt es zu einem Großbrand in der Schrotmühle Eldkvarn im Stadtteil Kungsholmen. Die Zerstörung durch das Feuer schafft Platz für den 1911 beginnenden Bau des Rathauses Stockholms stadshus an diesem Ort.
- 1961: Der Hurrikan Hattie zerstört die Hauptstadt von Belize.
- 1996: Eine Fokker 100 der brasilianischen Fluggesellschaft TAM Linhas Aéreas aktiviert kurz nach dem Start vom Flughafen São Paulo–Congonhas im rechten Triebwerk die Schubumkehr. Die Maschine stürzt in ein Wohngebäude, alle 95 Passagiere und 4 Personen am Boden kommen ums Leben.
- 1999: Eine Boeing 767 der Fluggesellschaft Egypt Air stürzt auf dem Egypt-Air-Flug 990 etwa 360 Kilometer östlich von New York City in den Atlantischen Ozean. Alle 217 Menschen an Bord kommen ums Leben.
- 2014: Das private Raumflugzeug VSS Enterprise der Firma Virgin Galactic stürzt bei einem Testflug ab. Dabei verunglückt einer der zwei Piloten tödlich.
- 2015: Eine russische Chartermaschine der Fluggesellschaft Kolavia vom Typ Airbus A321 stürzt auf dem Kogalymavia-Flug 9268 von Scharm asch-Schaich nach Sankt Petersburg über der Sinai-Halbinsel ab. Alle Insassen – 217 Passagiere und 7 Besatzungsmitglieder – sterben.

Kleinere Unglücksfälle sind in den Unterartikeln von Katastrophe und in der Liste von Katastrophen aufgeführt.

### Sport
- 1970: Der Deutsche Fußball-Bund (DFB) hebt sein 1955 erlassenes Verbot des Frauenfußballs wieder auf.
- 1985: Das Betzenbergstadion in Kaiserslautern wird anlässlich des 65. Geburtstags von Fritz Walter in Fritz-Walter-Stadion umbenannt.
- 2015: Neuseeland gewinnt das Finale der Rugby-Union-Weltmeisterschaft in London 34:17 gegen Australien.

Einträge von Leichtathletik-Weltrekorden befinden sich unter der jeweiligen Disziplin unter Leichtathletik.

## Geboren

### Vor dem 18. Jahrhundert

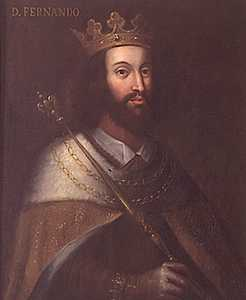
Ferdinand I. von Portugal (* 1345)

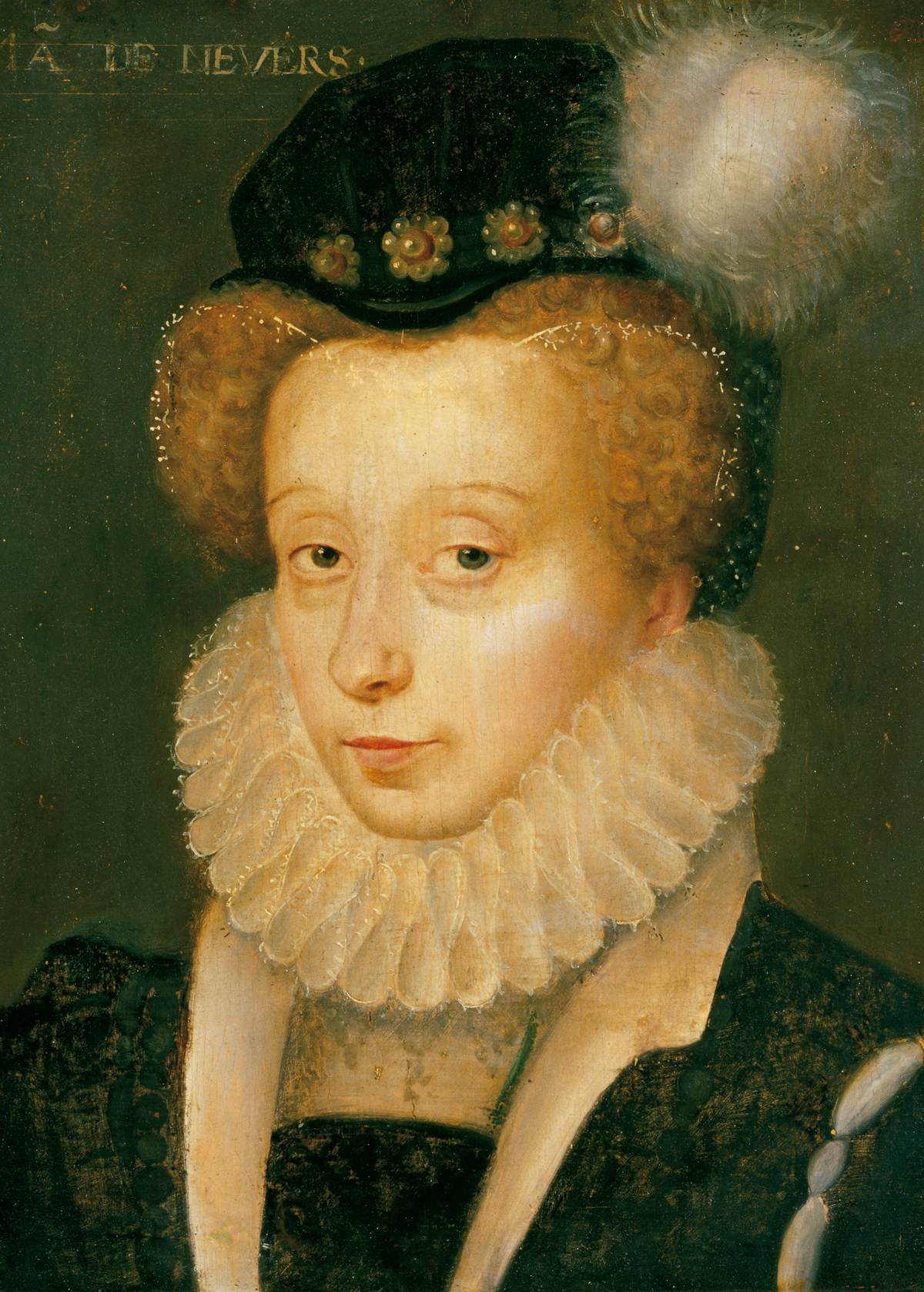
Henriette de Clèves (* 1542)

- 1291: Philippe de Vitry, französischer Komponist, Musiktheoretiker und Dichter, Bischof von Meaux
- 1345: Ferdinand I., König von Portugal
- 1391: Eduard, König von Portugal
- 1424: Władysław III., König von Polen, Ungarn und Kroatien
- 1445: Hedwig von Sachsen, Äbtissin des Reichsstiftes von Quedlinburg
- 1458: Wolfgang von Polheim, österreichischer Adeliger, Oberhauptmann und Regent in den niederösterreichischen Landen
- 1494: Wolfgang, Pfalzgraf von Neumarkt und Statthalter der Oberpfalz
- 1499: Günther XL., Graf von Schwarzburg
- 1506: Niklaus Zurkinden, Schweizer Politiker
- 1514: Wolfgang Lazius, deutscher Humanist, Historiker, Kartograf und Arzt
- 1542: Henriette de Clèves, Herzogin von Nevers und Gräfin von Rethel
- 1548: Johannes Zölner, deutscher Rhetoriker
- 1598: Franz Albert von Sachsen-Lauenburg, Feldherr im Dreißigjährigen Krieg
- 1618: Friedrich von Fürstenberg, Kurkölner Diplomat und Domherr
- 1618: Mariana de Jesús de Paredes y Flores, Ordensfrau, Mystikerin und Heilige
- 1620: John Evelyn, englischer Autor, Architekt und Gartenbauer
- 1624: Johann Bacmeister der Jüngere, deutscher Mediziner und Mathematiker
- 1629: Carlo III. Gonzaga, Herzog von Mantua, Nevers und Rethel
- 1632: Jan Vermeer, niederländischer Maler (Taufdatum)
- 1636: Ferdinand Maria, Kurfürst von Bayern
- 1638: Meindert Hobbema, niederländischer Landschaftsmaler
- 1646: Lorenz Werder, Schweizer Bürgermeister
- 1686: Senesino, italienischer Kastrat und Opernsänger, Händelinterpret
- 1696: Maria Celeste Crostarosa, italienische Nonne, Mystikerin und Ordensgründerin

### 18. Jahrhundert

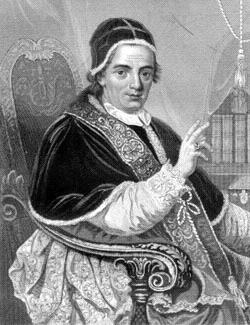
Clemens XIV. (* 1705)

- 1701: William Ellery, britischer Händler, Jurist und Politiker, Vizegouverneur der Colony of Rhode Island and Providence Plantations
- 1705: Clemens XIV., Kirchenstaatlicher Papst
- 1710: Johann Ulrich Tresenreuter, deutscher Pädagoge und Philologe, Philosoph und Theologe
- 1712: Moritz von Anhalt-Dessau, preußischer Heerführer
- 1729: Alonso Núñez de Haro y Peralta, spanischer Geistlicher und Kolonialbeamter, Erzbischof von Mexiko, Vizekönig von Neuspanien
- 1736: Nikolai Iwanowitsch Saltykow, russischer Staatsmann und Feldmarschall
- 1737: James Lovell, US-amerikanischer Politiker, Steuereintreiber und Marineoffizier

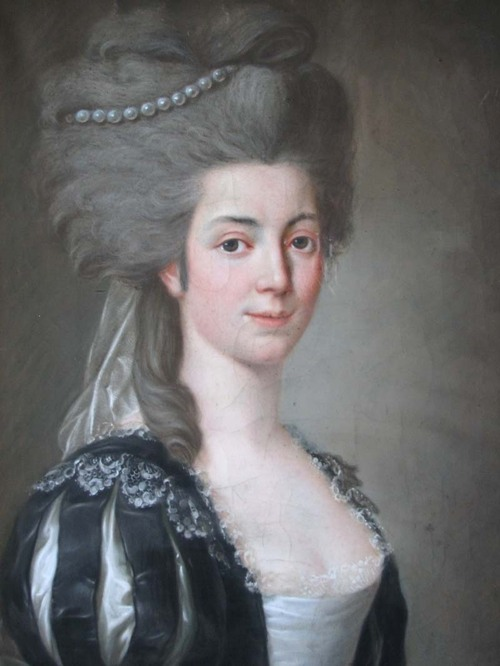
Leonor de Almeida Portugal (* 1750)

- 1740: Philipp Jakob Loutherbourg der Jüngere, britisch-französischer Maler, Radierer und Aquatinta-Stecher
- 1740: William Paca, Delegierter von Maryland im Kontinentalkongress
- 1747: Johann Karl Wezel, deutscher Dichter, Schriftsteller und Pädagoge
- 1750: Alcipe, portugiesische Adlige, Lyrikerin und Übersetzerin
- 1760: Katsushika Hokusai, japanischer Vertreter des Ukiyo-e
- 1761: Rutger Jan Schimmelpenninck, niederländischer Diplomat und Staatsmann
- 1762: Traugott August Seyffarth, deutscher Theologe
- 1763: Wilhelm Arnold Günther, deutscher Weihbischof
- 1765: Anne Bannerman, britische Lyrikerin der Romantik
- 1768: Simon Moritz von Bethmann, deutscher Bankier
- 1768: Juan Egaña Risco, Präsident von Chile
- 1772: Carl Borromäus Egger, deutscher römisch-katholischer Geistlicher und Politiker
- 1774: Stephan von Keeß, österreichischer Erfinder, Direktor des Technischen Kabinetts in Wien und Historiker
- 1775: Antonín Machek, tschechischer Maler

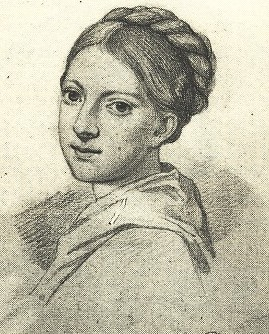
Ottilie von Goethe (* 1796)

- 1781: Georg Friedrich von Kall, preußischer Offizier
- 1790: Francisco Javier de Istúriz, spanischer Staatsmann, Regierungspräsident
- 1793: James Dunlop, schottischer Astronom
- 1795: John Keats, britischer Dichter
- 1796: Ottilie von Goethe, deutsche Adlige, Verlegerin und Salonnière
- 1796: Gustav Wilhelm Struckmann, deutscher Jurist und Autor
- 1799: Michael Anthony Anfossi, italienischer Geistlicher, Titularbischof und Apostolischer Vikar von Mangalore

### 19. Jahrhundert

#### 1801–1850
- 1801: Theodor Franz Christian von Seckendorff, preußischer Diplomat
- 1802: Benoît Fourneyron, französischer Ingenieur
- 1809: John Stenhouse, britischer Chemiker
- 1815: Karl Weierstraß, deutscher Mathematiker
- 1821: Karel Havlíček Borovský, tschechischer Dichter und Literaturkritiker, Übersetzer, Journalist und Politiker
- 1823: Karl Roth von Schreckenstein, deutscher Historiker, Schriftsteller und Archivar
- 1824: Michael Loris-Melikow, russischer General und Innenminister
- 1824: Auguste Sievert, deutsche Malerin und Schriftstellerin
- 1825: Charles Martial Lavigerie, Erzbischof von Algier und Gründer des Ordens der Weißen Väter und der Weißen Schwestern
- 1825ː Maria Theresia Scherer, Ordensschwester, Generaloberin
- 1825ː Catherine Helen Spence, australische Schriftstellerin, Feministin und Sozialreformerin
- 1826: Joseph Roswell Hawley, US-amerikanischer Politiker, Gouverneur von Connecticut
- 1826ː Amalie Schramm, Koloratursopranistin und Schauspielerin
- 1828: Richard Morris Hunt, US-amerikanischer Architekt
- 1830: Carl Eduard Schubert, deutscher Orgelbauer
- 1835: Adelbert Ames, US-amerikanischer General
- 1835: Adolf von Baeyer, deutscher Chemiker
- 1835: Michele Saladino, italienischer Komponist und Musikpädagoge
- 1836: Jørgen Malling, dänischer Komponist
- 1838: Heinrich Ernst Göring, deutscher Jurist und Diplomat
- 1838: Ludwig I., König von Portugal
- 1840: Margarethe von Alvensleben, deutsche Äbtissin
- 1847: Galileo Ferraris, italienischer Ingenieur und Physiker

#### 1851–1875

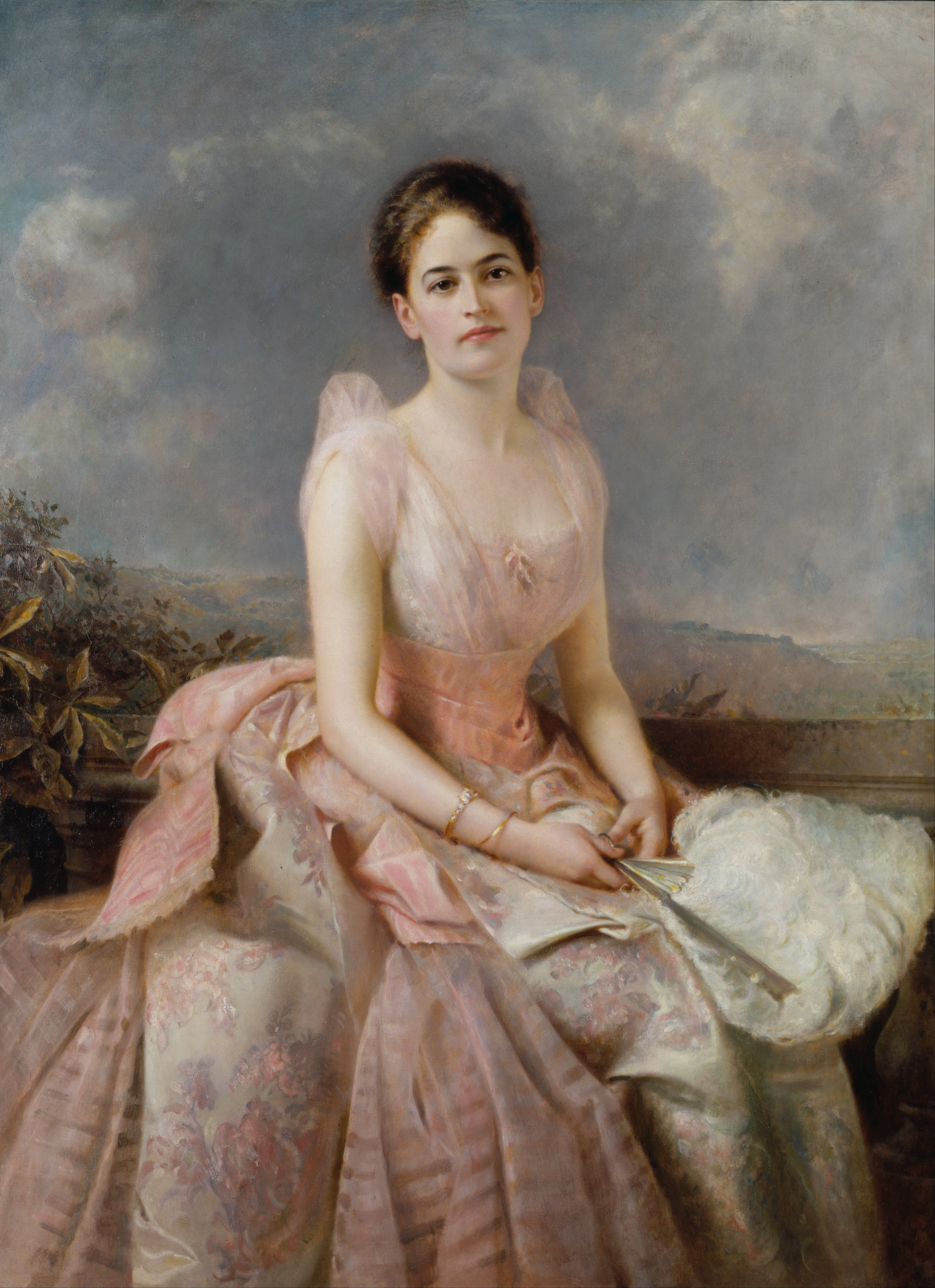
Juliette Gordon Low (* 1860)

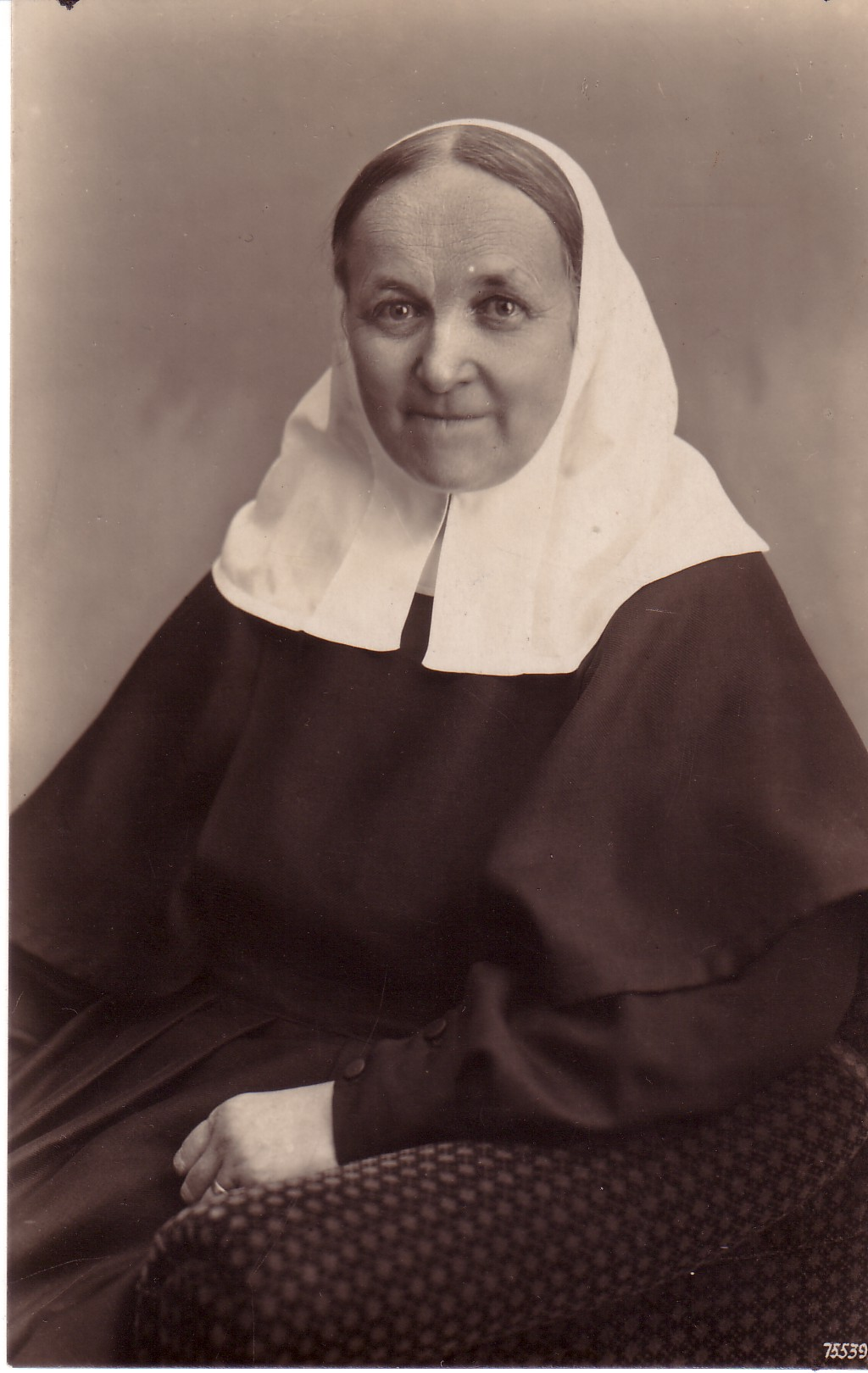
Eva von Tiele-Winckler (* 1866)

- 1851: Louise von Schweden-Norwegen, schwedische Prinzessin und Königin von Dänemark
- 1852: Robert von Pöhlmann, deutscher Althistoriker
- 1852: Mary Eleanor Wilkins Freeman, US-amerikanische Schriftstellerin
- 1854: Claude Augé, französischer Verleger, Romanist und Lexikograf
- 1854: Adolf Erman, deutscher Ägyptologe
- 1854: Hermann Hendrich, deutscher Maler
- 1854: Geraldine Moodie, kanadische Fotografin
- 1854: Otto Sverdrup, norwegischer Polarforscher
- 1856: Carlos Antonio Mendoza, panamaischer Staatspräsident
- 1857: Arthur Green, australischer Bischof
- 1857: Axel Munthe, schwedischer Mediziner
- 1858: Franz Ahrens, deutscher Architekt
- 1860: Juliette Gordon Low, Gründerin der Girl Scouts of the USA
- 1861: Fridolin Dietsche, deutscher Bildhauer
- 1861: Christoph Drollinger, deutscher evangelischer Geistlicher und Begründer der Schweizer Gemeinde für Urchristentum
- 1866: Eva von Tiele-Winckler, deutsche Diakonisse
- 1867: Ludwig Radermacher, deutscher Altphilologe
- 1868: Otto Büttner, deutscher Mediziner und Hochschullehrer
- 1871: Otto Aichel, deutscher Embryologe, Anatom, Anthropologe und Hochschullehrer
- 1871: Gábor Finály, ungarischer Klassischer Philologe und Archäologe
- 1874: Heinrich Arzt, deutscher Unternehmer

#### 1876–1900

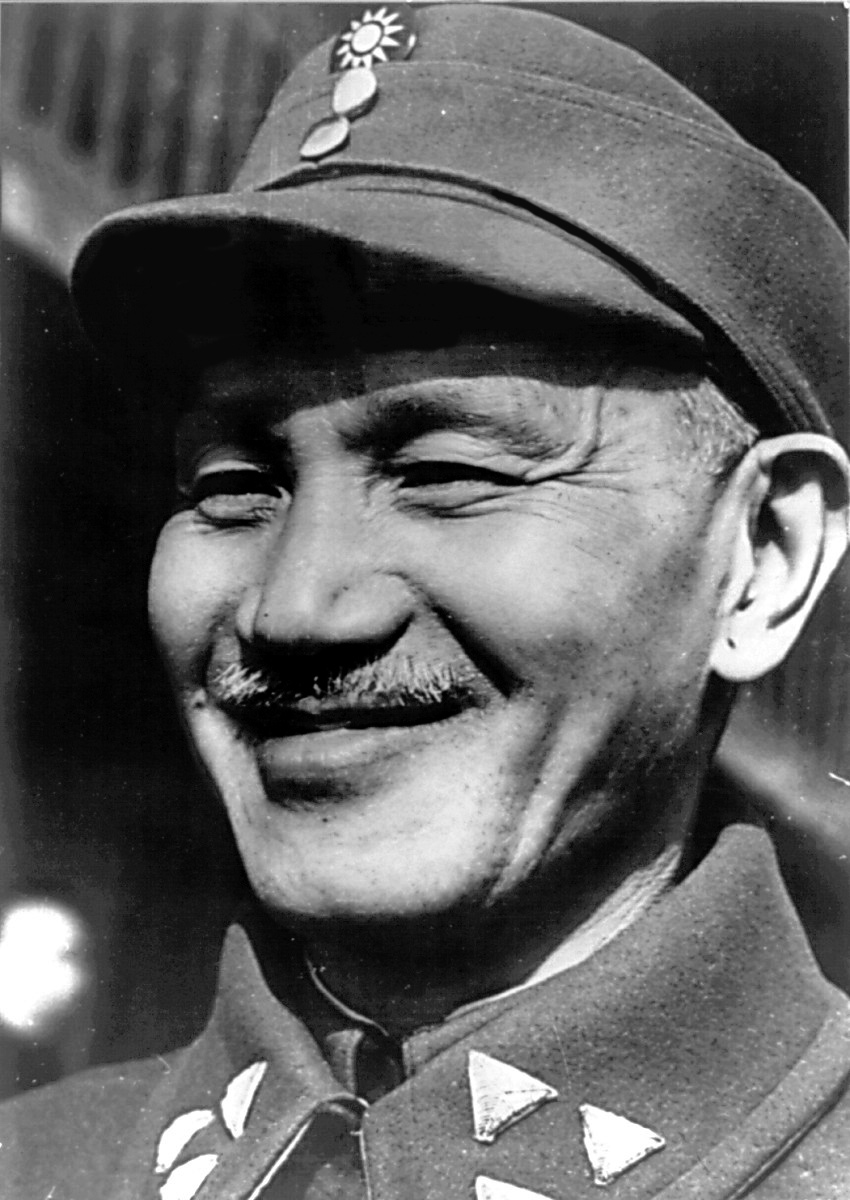
Chiang Kai-shek (* 1887)

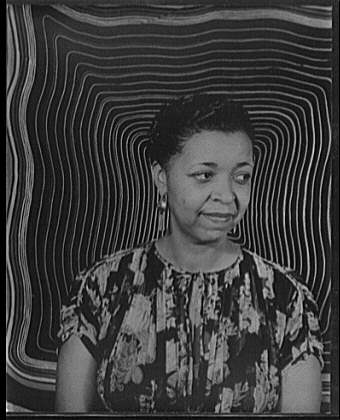
Ethel Waters (* 1896)

- 1876: Natalie Clifford Barney, US-amerikanische Autorin und Salonnière
- 1876: Georges Barrère, französischer Flötist
- 1876ː Bertha Jordaan-van Heek, niederländische Malerin
- 1876: Heinrich Leuchtgens, deutscher Lehrer und Politiker, MdL, MdB
- 1877ː Hanna Hellmann, deutsche Literaturwissenschaftlerin, Opfer des Holocaust
- 1878ː Camill Hoffmann, böhmisch-tschechoslowakischer Schriftsteller, Journalist, Diplomat, Opfer der Shoa
- 1879: Sara Allgood, US-amerikanische Schauspielerin
- 1879ː Nelly Schreiber-Favre, Schweizer Juristin und Frauenrechtlerin
- 1883: Anthony Wilding, neuseeländischer Tennisspieler
- 1885: Marie Laurencin, französische Künstlerin
- 1885: Karl Radek, russischer Politiker und Journalist
- 1886: William John Adie, australischer Neurologe
- 1886: Marian Chace, US-amerikanische Tanztherapeutin
- 1887: Chiang Kai-shek, chinesischer Militär und Politiker
- 1887: Hector Pellerin, kanadischer Sänger, Schauspieler und Entertainer
- 1889: Mona Bates, kanadische Pianistin und Musikpädagogin
- 1889: Félix Taymans, belgischer Ruderer
- 1892: Alexander Alexandrowitsch Aljechin, französisch-russischer Schachweltmeister
- 1892: Eugène van den Bossche, belgischer Autorennfahrer
- 1896: Ralph Erwin, österreichischer Schlager- und Filmmusikkomponist
- 1896ː Lutah Maria Riggs, US-amerikanische Architektin, Pionierin der modernen amerikanischen Architektur
- 1896: Ethel Waters, US-amerikanische Schauspielerin und Sängerin
- 1897: Pete Henry, US-amerikanischer American-Football-Spieler und -Trainer
- 1897: Ruth Wenger, Schweizer Konzertsängerin
- 1898: Max Reimann, deutscher Kommunist
- 1899: Busso Thoma, deutscher Kaufmann, Mitwisser der Attentatspläne vom 20. Juli
- 1900: Cal Hubbard, US-amerikanischer American-Football-Spieler und -Trainer und Baseballfunktionär

### 20. Jahrhundert

#### 1901–1925

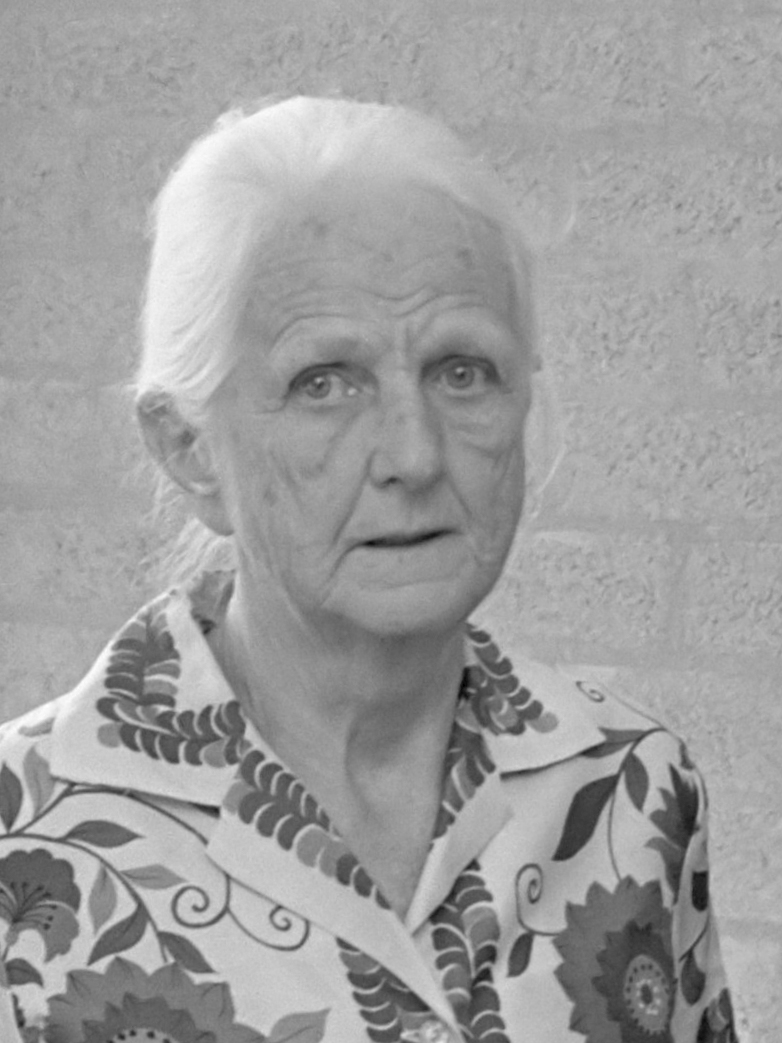
Joan Robinson (* 1903)

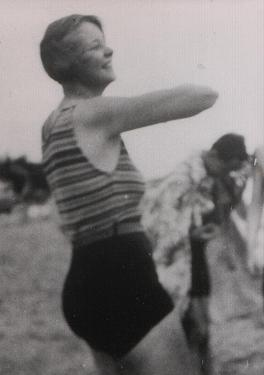
Lilo Linke (* 1906)

- 1901: Claude Perry, US-amerikanischer American-Football-Spieler
- 1901: Cornelis Gijsbert Gerrit Jan van Steenis, niederländischer Botaniker
- 1902: Carlos Drummond de Andrade, brasilianischer Schriftsteller
- 1902: Liselotte Dieckmann, deutsche Germanistin und Komparatistin
- 1902: Sophie Ehrhardt, russisch-deutsche Anthropologin
- 1903: Soo Yong, chinesisch-US-amerikanische Filmschauspielerin
- 1903: Joan Robinson, britische Ökonomin
- 1905: Harry Harlow, US-amerikanischer Verhaltensforscher
- 1905: Elizabeth Jenkins, britische Schriftstellerin
- 1905: Heinrich Freiherr von Stackelberg, deutscher Ökonom
- 1906: Emil Bettgenhäuser, deutscher Politiker
- 1906: Lilo Linke, deutsche Schriftstellerin und Reporterin
- 1906: Sigfrit Steiner, Schweizer Schauspieler und Regisseur
- 1909: Arnold Sundgaard, US-amerikanischer Schriftsteller und Librettist
- 1910: Peter W. Staub, Schweizer Schauspieler
- 1910: Luise Ullrich, österreichische Schauspielerin
- 1911: Alexander Iljitsch Achijeser, russisch-ukrainischer theoretischer Physiker
- 1912: Jean Améry, österreichischer Schriftsteller
- 1912: Dale Evans, US-amerikanische Sängerin und Schauspielerin
- 1912: Hermann Hansen, deutscher Feldhandballspieler
- 1912: Ollie Johnston, US-amerikanischer Trickfilmzeichner
- 1912ː Hilde Weström, deutsche Architektin
- 1914: Hugo Lepnurm, estnischer Komponist und Organist
- 1914: Gerda Rodel, Schweizer Journalistin und Sozialistin
- 1916: Olly Holzmann, österreichische Filmschauspielerin
- 1916: Earl Songer, US-amerikanischer Country-Musiker
- 1917: Heinz Musculus, deutscher Karikaturist und Illustrator
- 1918: Griffin B. Bell, US-amerikanischer Politiker
- 1918: Ian Stevenson, US-amerikanischer Reinkarnationsforscher
- 1920: Eduard Adorno, deutscher Politiker
- 1920: Joseph Gelineau, französischer Jesuit und Komponist
- 1920: Gunnar Gren, schwedischer Fußballspieler
- 1920: Helmut Jedele, deutscher Filmproduzent
- 1920: Dedan Kimathi, kenianischer Rebellenführer
- 1920: Helmut Newton, deutscher Fotograf
- 1920: Svend Pedersen, dänischer Ruderer
- 1920: Fritz Walter, deutscher Fußballspieler
- 1922: Barbara Bel Geddes, US-amerikanische Schauspielerin
- 1922: Illinois Jacquet, US-amerikanischer Jazzmusiker
- 1922: Norodom Sihanouk, kambodschanischer König
- 1924: Jehuda Amital, israelischer Rabbiner und Politiker
- 1924: Enrico Baj, italienischer Maler, Bildhauer und Kunsttheoretiker
- 1924: Greta Wehner, deutsche Sozialdemokratin
- 1925: Ngaire Galloway, neuseeländische Schwimmerin
- 1925: Heinrich Hannover, deutscher Jurist und Schriftsteller
- 1925: John Anthony Pople, britischer Mathematiker, Nobelpreisträger

#### 1926–1950
- 1926: Rudolf Agsten, deutscher Politiker
- 1926: Hans Auenmüller, deutscher Dirigent und Komponist
- 1926ː Gunnhild Ruben, deutsche Architektin und Heimatforscherin
- 1927: Ernst Augustin, deutscher Schriftsteller
- 1927: Lee Grant, US-amerikanische Schauspielerin
- 1928: Jean-François Deniau, französischer Politiker und Schriftsteller
- 1928: August Everding, deutscher Bühnenregisseur
- 1928: Jean Mésange, französischer Autorennfahrer
- 1929: František Reich, tschechoslowakischer Ruderer
- 1929: Bud Spencer, italienischer Filmschauspieler
- 1930: Kurt-Werner Seidel, deutscher Feuerwehrmann, Landesbranddirektor
- 1930: Michael Collins, US-amerikanischer Astronaut
- 1930: Booker Ervin, US-amerikanischer Jazz-Saxophonist
- 1931: David Lumsdaine, australischer Komponist
- 1932ː April Ferry, US-amerikanische Kostümbildnerin und Schauspielerin
- 1932: Katherine Paterson, US-amerikanische Schriftstellerin
- 1932: Thomas Rolston, kanadischer Geiger, Dirigent und Musikpädagoge
- 1933: Dieter Pröttel, deutscher Fernsehshow- und Filmregisseur
- 1933: Sante Ranucci, italienischer Radrennfahrer
- 1933: Nariman Sadiq, ägyptische Königin
- 1934: Ray Smith, US-amerikanischer Rockabilly-Sänger
- 1935: Dieter Dorn, deutscher Regisseur
- 1935: David Harvey, britisch-US-amerikanischer Geograph und Sozialtheoretiker
- 1936: Hildegund Holzheid, deutsche Rechtswissenschaftlerin
- 1936: Michael Landon, US-amerikanischer Filmschauspieler
- 1936: Gawriil Charitonowitsch Popow, russischer Wirtschaftssachverständiger, Oberbürgermeister von Moskau
- 1936: Rüdiger Rogge, deutscher Jurist, Richter am Bundesgerichtshof
- 1936: Nicolás de Jesús López Rodríguez, dominikanischer Erzbischof und Kardinal
- 1937: Gerold Amann, österreichischer Komponist
- 1937: Tom Paxton, US-amerikanischer Musiker, Sänger und Songschreiber
- 1938: Henning Scherf, deutscher Politiker
- 1939: Herlinde Koelbl, deutsche Fotografin und Fotojournalistin
- 1939: Karl Peters, deutscher Jurist, Richter am Bundessozialgericht
- 1941: Peter Aczel, britischer mathematischer Logiker und Informatiker
- 1941: Derek Bell, britischer Autorennfahrer
- 1941: Lucious Jackson, US-amerikanischer Basketballspieler
- 1941ː Sigrid Schaller, deutsche Architektin
- 1942: Claudio Michelotto, italienischer Radrennfahrer
- 1942: David Ogden Stiers, US-amerikanischer Schauspieler und Musiker
- 1942: Alí Primera, venezolanischer Komponist und Sänger
- 1942: Daniel François Roth, französischer Komponist, Organist und Pädagoge
- 1943: Elliott Forbes-Robinson, US-amerikanischer Autorennfahrer
- 1943: Ueli Lüthi, Schweizer Eishockeyspieler
- 1944: Paul Drechsel, deutscher Kulturwissenschaftler
- 1944: Otto Wiesheu, deutscher Politiker
- 1945: Gustavo Álvarez Gardeazábal, kolumbianischer Schriftsteller, Journalist und Politiker
- 1945: Russ Ballard, britischer Musiker und Musikproduzent, Sänger und Songschreiber
- 1945: Brian Doyle-Murray, US-amerikanischer Schauspieler
- 1945: Claire Gibault, französische Dirigentin und Politikerin
- 1946: Detlef Rosellen, deutscher Fußballspieler
- 1946: Stephen Rea, irischer Schauspieler
- 1947: Alberto Bigon, italienischer Fußballspieler und -trainer

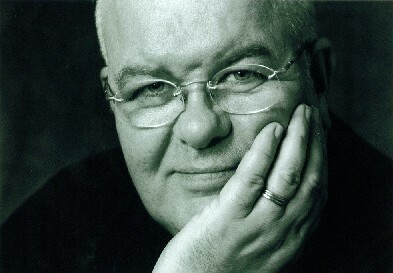
Claus Harmsen (* 1947)

- 1947: Claus Harmsen, deutscher Autor und Rechtsanwalt
- 1947: Frank Shorter, US-amerikanischer Leichtathlet
- 1949: Odaline de la Martinez, kubanisch-US-amerikanische Komponistin und Dirigentin
- 1948: Asfa-Wossen Asserate, äthiopischer Unternehmensberater und Autor
- 1948: Angelika Kallwass, deutsche Psychoanalytikerin und Fernsehmoderatorin
- 1950: John Candy, kanadischer Komiker und Schauspieler
- 1950: Harald Ganzinger, deutscher Informatiker
- 1950: Moon Martin, US-amerikanischer Musiker, Sänger und Songschreiber
- 1950: Roland Neuwirth, österreichischer Autor, Sänger und Komponist
- 1950: Zaha Hadid, irakische Architektin

#### 1951–1975
- 1951: Volker-Michael Anton, deutscher Großmeister im Fernschach
- 1952: Andrea Breth, deutsche Regisseurin
- 1952: Bernard Edwards, US-amerikanischer Musiker und Musikproduzent
- 1952: Kim Fripp, kanadischer Skispringer
- 1952: Urs Schwaller, Schweizer Politiker
- 1953: Michael John Anderson, US-amerikanischer Schauspieler
- 1953: Ulrich Giezendanner, Schweizer Politiker
- 1953: Lee James, US-amerikanischer Gewichtheber
- 1954: Mario Amizic, kroatischer Tischtennistrainer
- 1954: Karoline Käfer, österreichische Leichtathletin
- 1955: Naji Hakim, libanesisch-französischer Organist und Komponist
- 1956: Annie Finch, US-amerikanische Lyrikerin, Übersetzerin und Herausgeberin
- 1956: Reinhold Gall, deutscher Politiker und Landesminister
- 1956: Jörg Hengstler, deutscher Schauspieler und Synchronsprecher
- 1958: Yves Loubet, französischer Rallyefahrer
- 1959: Michael DeLorenzo, US-amerikanischer Schauspieler
- 1960: Wilfried Aepinus, deutscher Fußballspieler
- 1960: Dirk D’Ase, österreichischer Komponist
- 1960: Cyrus Reza Pahlavi, iranischer Prinz
- 1961: Alonzo Babers, US-amerikanischer Leichtathlet, Olympiasieger
- 1961: Peter Jackson, neuseeländischer Filmregisseur
- 1961: Larry Mullen, irischer Musiker (U2)
- 1963: Mikkey Dee, schwedischer Schlagzeuger
- 1963: Dunga, brasilianischer Fußballspieler und -trainer
- 1963: Roland Düringer, österreichischer Kabarettist und Schauspieler
- 1963: Mogens Jensen, dänischer Politiker
- 1963: John Martin Maher, britischer Musiker
- 1963: Dermot Mulroney, US-amerikanischer Schauspieler
- 1963: Rob Schneider, US-amerikanischer Schauspieler, Drehbuchautor und Regisseur
- 1963ː Melitta Sundström, deutscher Sänger und Travestiekünstler
- 1963: Jürgen Werner, deutscher Drehbuchautor
- 1964: Claudia Androsch, österreichische Schauspielerin
- 1964: Marco van Basten, niederländischer Fußballspieler
- 1965: Uta Schmidt, deutsche Filmeditorin
- 1965: Jürgen Wehlend, deutscher Fußballfunktionär
- 1966: Ernst Aigner, österreichischer Fußballspieler
- 1966: Jörg Asmussen, deutscher Ökonom und Politiker
- 1966: Georg Friedrich, österreichischer Schauspieler
- 1966: Nick Stone, britischer Schriftsteller
- 1966: Mike O’Malley, US-amerikanischer Schauspieler, Fernsehproduzent und Autor
- 1967: Babette Haag, deutsche Perkussionistin
- 1967: Vanilla Ice, US-amerikanischer Rapper und Musiker
- 1967: Jörg Lipinski, deutscher Fußballspieler
- 1968: Branko Ivanković, kroatischer Komponist, Dirigent, Musiker, Arrangeur und Musikproduzent
- 1968: Steffen Mau, deutscher Soziologe
- 1970: Ray Austin, US-amerikanischer Schwergewichtsboxer
- 1970: Joel Frahm, US-amerikanischer Jazz-Tenorsaxophonist
- 1970: Malin Berggren, schwedische Sängerin
- 1971: Patrick Wirbeleit, deutscher Illustrator, Comicautor und -zeichner
- 1972: Harald Berger, österreichischer Bergsteiger

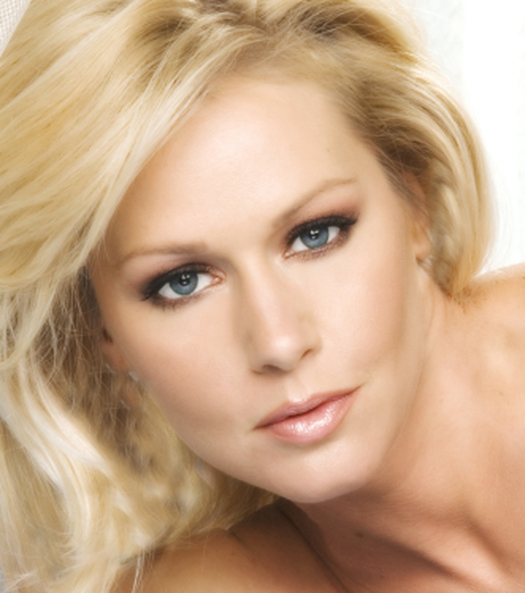
Beverly Lynne
(* 1973)

- 1973: Beverly Lynne, US-amerikanische Schauspielerin
- 1974: David Dencik, schwedischer Schauspieler
- 1974: Ruben Fleischer, US-amerikanischer Autor, Produzent und Regisseur
- 1974: Muzzy Izzet, türkischer Fußballspieler
- 1974: Ingrida Radzevičiūtė, deutsche Handballspielerin
- 1975: Olabisi Afolabi, nigerianische Sprinterin

#### 1976–2000
- 1976: Sascha Bertow, deutscher Handballspieler

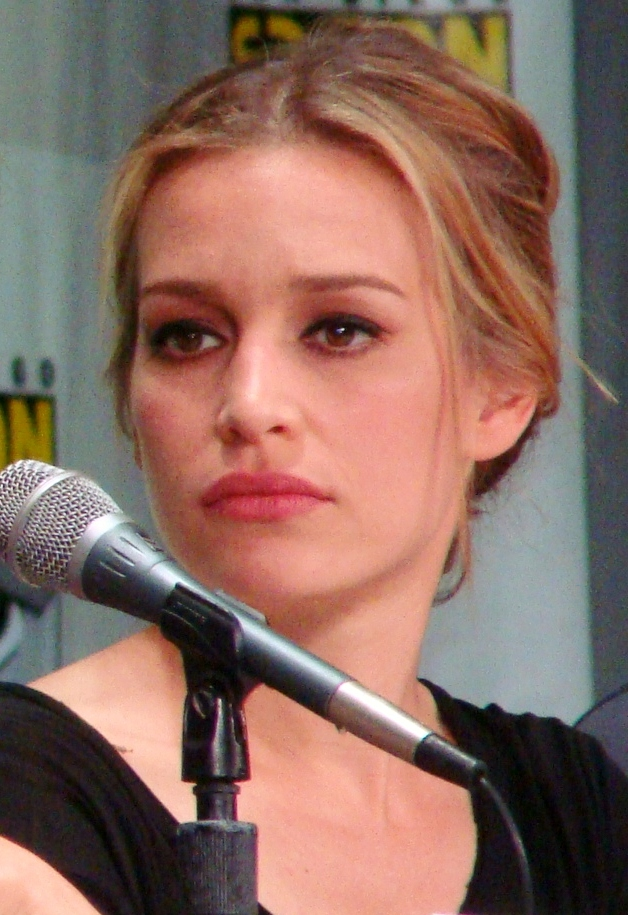
Piper Perabo (* 1976)

- 1976: Piper Perabo, US-amerikanische Schauspielerin
- 1977: Sylviane Félix, französische Leichtathletin
- 1977: Mike Hedlund, US-amerikanischer Autorennfahrer
- 1977: Sylvio Ney, deutscher Handballspieler
- 1977: Ramona Pop, deutsche Politikerin
- 1977: Diana Staehly, deutsche Schauspielerin
- 1978: Inka Grings, deutsche Fußballspielerin
- 1978: Brian Hallisay, US-amerikanischer Schauspieler
- 1978: Dominika Karger, deutsche Handballspielerin
- 1978: Martin Verkerk, niederländischer Tennisspieler
- 1979: Simão, portugiesischer Fußballspieler
- 1979: Nicholas Angell, US-amerikanischer Eishockeyspieler
- 1979: Lilian Klebow, deutsch-österreichische Schauspielerin und Sängerin
- 1980: Samaire Armstrong, US-amerikanische Schauspielerin
- 1980: Massimo Gobbi, italienischer Fußballspieler
- 1980: Alondra de la Parra, mexikanische Dirigentin
- 1980: Anlloyd Samuel, palauischer Schwimmer
- 1981: Frank Iero, US-amerikanischer Gitarrist
- 1981: Valezka, deutsche R&B-Sängerin
- 1983: Songphon Anugritayawon, thailändischer Badmintonspieler
- 1983: Alexander Grischtschuk, russischer Schachspieler
- 1983: Mike Rockenfeller, deutscher Rennfahrer
- 1984: Keegan de Lancie, US-amerikanischer Film- und Theaterschauspieler sowie Comedian

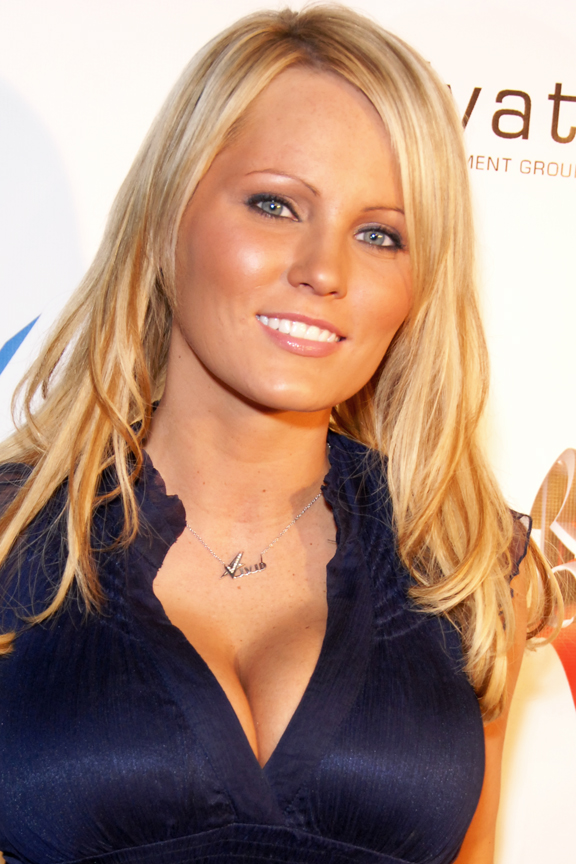
Hanna Hilton (* 1984)

- 1984: Hanna Hilton, US-amerikanische Pornodarstellerin und Model
- 1984: Evan Kaufmann, deutsch-amerikanischer Eishockeyspieler
- 1984: Marco Kistler, Schweizer Politiker
- 1984: David Netter, US-amerikanischer Schauspieler
- 1984: Milena Nikolowa, bulgarische Schriftstellerin
- 1984: Mads Timm, dänischer Fußballspieler
- 1984: Mathias Wehr, deutscher Dirigent und Klarinettist
- 1985: Branimir Koloper, kroatischer Handballspieler und -trainer
- 1985: Aditya Mehta, indischer Snookerspieler
- 1985: Stephan Stückler, österreichischer Fußballspieler
- 1985: Jens Wemmer, deutscher Fußballspieler
- 1986: Marios Athanasiadis, zyprischer Mountainbiker und Straßenradrennfahrer
- 1986: Brent Corrigan, US-amerikanischer Schauspieler und Model
- 1986: Daniel Mack, deutscher Politiker
- 1987: Xabier Etxeita, spanischer Fußballspieler
- 1987: Troy Hearfield, australischer Fußballspieler
- 1987: Jean Karl Vernay, französischer Rennfahrer
- 1988: Sébastien Buemi, Schweizer Rennfahrer
- 1988: Cole Aldrich, US-amerikanischer Basketballspieler
- 1989: Konstantin Bitter, Deutsch-Schweizer Volleyballtrainer
- 1989: Ryan Phinny, US-amerikanischer Rennfahrer
- 1990: Liv Lisa Fries, deutsche Schauspielerin
- 1990: Emiliano Sala, argentinischer Fußballspieler
- 1991: Jordan-Claire Green, US-amerikanische Schauspielerin
- 1991: Katrina Jade, US-amerikanische Pornodarstellerin
- 1991: Jelena Nikolić, serbische Fußballspielerin
- 1992: Shenia Franz, deutsche Handballspielerin
- 1993: Rikke Hald Andersen, norwegische Biathletin
- 1994: Spencer Achtymichuk, kanadischer Schauspieler
- 1994: Muriel Bielenberg, deutsche Schauspielerin
- 1995: Maksim Anohhin, estnischer Eishockeyspieler
- 1997: Siobhan Bernadette Haughey, chinesische Schwimmerin
- 1997: Marcus Rashford, englischer Fußballspieler
- 1997: Iván Sosa, kolumbianischer Radrennfahrer
- 1997: Holly Taylor, kanadische Schauspielerin
- 2000: Willow Smith, US-amerikanische Schauspielerin

### 21. Jahrhundert
- 2002: Ansu Fati, spanisch-guinea-bissauischer Fußballspieler
- 2003: Ringo Miyajima, japanische Skispringerin
- 2003: Shinnosuke Oka, japanischer Turner
- 2003: Eva-Lotta Trojandt, deutsche Schauspielerin
- 2004: Aaron Zehnter, deutscher Fußballspieler
- 2005: Leonor von Spanien, spanische Infantin

## Gestorben

### Vor dem 16. Jahrhundert
- 0655: Foillan, irischer Wandermönch und Missionsbischof
- 0819: Chadaloh, Graf von Friaul und in der Baar
- 0900: Roger, Graf von Maine
- 0934: Abū Zaid al-Balchī, islamischer Universalgelehrter
- 0982: Otto I., Herzog von Schwaben und Bayern
- 0994: Wolfgang von Regensburg, deutscher Missionar, Kirchenreformator und Bischof
- 1007: Heriger von Lobbes, flämischer Geistlicher und Komponist, Abt der Abtei Lobbes im Hennegau
- 1120: Otto II., Graf von Scheyern
- 1147: Robert, 1. Earl of Gloucester, unehelicher Sohn von Heinrich I. von England
- 1221: Ulrich II., Fürstbischof von Passau
- 1228: Eustace de Fauconberg, englischer Prälat, Treasurer of the Exchequer und Bischof von London
- 1253: Wilhelm, Bischof von Cammin
- 1320: Ricoldo da Monte di Croce, Florentiner Orientmissionar
- 1336: Elisabeth von Ungarn, Dominikanerin und Prinzessin von Ungarn
- 1339: Francesco Dandolo, 52. Doge von Venedig
- 1448: Johannes VIII., byzantinischer Kaiser
- 1449: Elisabeth von Brandenburg, Herzogin von Liegnitz und Teschen
- 1483: Johann zu Solms, Graf von Solms-Lich
- 1495: Wenzeslaus Brack, deutscher Frühhumanist und Wörterbuchautor

### 16. bis 18. Jahrhundert
- 1512: Anna, Kurfürstin von Brandenburg
- 1517: Fra Bartolommeo, italienischer Maler
- 1534: Alfonso I. d’Este, Herzog von Ferrara, Modena und Reggio
- 1537: Thomas Howard, englischer Adeliger
- 1541: Vicente de Valverde, spanischer Dominikaner und erster Bischof von Cuzco
- 1562: Augustin Marlorat, französischer Reformator
- 1565: Johann Friedrich III., Fürst aus der ernestinischen Linie der Wettiner, Herzog zu Sachsen
- 1567: Marie von Brandenburg-Kulmbach, Kurfürstin von der Pfalz
- 1574: Ulrich Sitzinger, deutscher Jurist, Politiker und Reformator
- 1589: Peter Stump, Opfer der Hexenverfolgung in Bedburg
- 1599: Andreas Báthory, Bischof von Ermland und Fürst von Siebenbürgen
- 1605: Johann, Herzog von Sachsen-Weimar
- 1615: Marcantonio Memmo, Doge von Venedig
- 1622: Ulrich von Pommern, deutscher Geistlicher, Bischof von Cammin
- 1634: Erasmus Widmann, deutscher Organist und Komponist
- 1644: Amador de La Porte, französischer Geistlicher, Großprior von Frankreich
- 1644: Íñigo Vélez de Guevara, Conde de Oñate, spanischer Diplomat und Staatsmann
- 1659: John Bradshaw, englischer Politiker und Richter
- 1661: Köprülü Mehmed Pascha, Großwesir des Osmanischen Reiches
- 1664: Wilhelm Friedrich, Graf von Nassau-Dietz, Statthalter von Friesland, Groningen und Drenthe
- 1673: Kurt Christoph Graf von Königsmarck, niederländischer Generalleutnant
- 1713: Ferdinando de’ Medici, Erbprinz der Toskana
- 1718: Johanna Ursula von Geusau, deutsche Kirchenlieddichterin
- 1719: Domenico Piazoll, österreichischer Stuckateur
- 1723: Cosimo III. de’ Medici, Großherzog der Toskana
- 1732: Viktor Amadeus II., Herzog von Savoyen, König von Sizilien bzw. Sardinien
- 1733: Eberhard Ludwig, Herzog von Württemberg
- 1734: William North, 6. Baron North, britischer Adeliger, General und Politiker, führender jakobitischer Verschwörer
- 1742: Ki no Kaion, japanischer Schriftsteller
- 1744: Leonardo Leo, italienischer Komponist
- 1765: Olivio Sozzi, italienischer Maler
- 1765: Wilhelm August, Herzog von Cumberland, britischer Heerführer
- 1766: Franz von Som, Hamburger Jurist und Archivar
- 1767: Petrus Johannes Meindaerts, niederländischer Geistlicher, Erzbischof von Utrecht

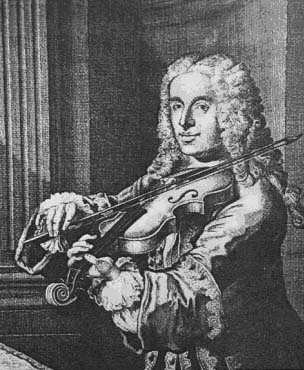
Francesco Maria Veracini († 1768)

- 1768: Francesco Maria Veracini, italienischer Violinist und Komponist
- 1786: Amelia Sophie Eleonore, britische Prinzessin
- 1793: Pierre Vergniaud, französischer Revolutionär und Politiker, Präsident der Gesetzgebenden Nationalversammlung und des Nationalkonvents

### 19. Jahrhundert
- 1806: Sophie Mereau, deutsche Schriftstellerin
- 1811: Christian Gotthilf Salzmann, deutscher Pfarrer und Pädagoge
- 1819: Engelbert Arndts, westfälischer Jurist, kaiserlicher Postmeister und Beamter
- 1822: Jared Ingersoll, US-amerikanischer Jurist und Politiker, einer der Gründerväter der Vereinigten Staaten, Mitverfasser der Bill of Rights
- 1822: Peter Puget, britischer Seefahrer
- 1836: Heinrich XIX., Fürst Reuß zu Greiz
- 1852: Edward Bransfield, irisch-schottischer Seefahrer und Forscher
- 1855: Johann Jakob Stadler, Schweizer Landschaftsmaler
- 1858: Carl Thomas Mozart, österreichischer Beamter und Sohn von Wolfgang Amadeus und Constanze Mozart
- 1860: Joseph Kornhäusel, österreichischer Architekt
- 1860: Thomas Cochrane, 10. Earl of Dundonald, britischer Marineoffizier, Politiker und Freiheitskämpfer
- 1863: Joseph Calasanz von Arneth, österreichischer Archäologe und Numismatiker
- 1867: William Parsons, 3. Earl of Rosse, irischer Astronom
- 1870: Mihály Mosonyi, ungarischer Komponist

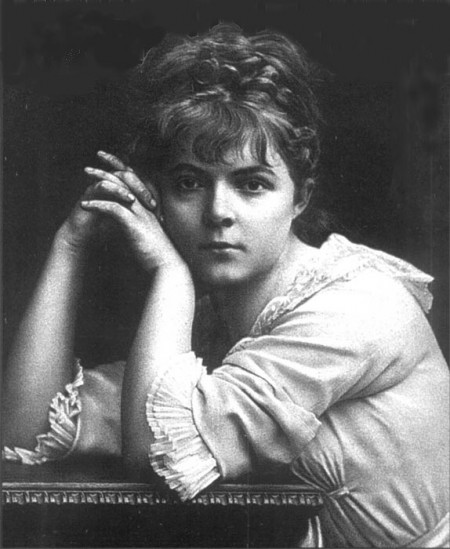
Marie Bashkirtseff († 1884)

- 1876: Franz Dorotheus Gerlach, deutscher Altphilologe und Althistoriker
- 1879: Jacob Abbott, US-amerikanischer Schriftsteller
- 1879: Joseph Hooker, US-amerikanischer General
- 1884: Marie Bashkirtseff, russische Malerin
- 1885: Juan Bautista Topete, spanischer Marineoffizier und Politiker, Minister
- 1886: Robert Oswald von Ulrici, deutscher Forstmann und Beamter
- 1894: Joaquim Vayreda i Vila, katalanischer Maler
- 1898: Joseph R. West, US-amerikanischer Offizier und Politiker, General der Union im Sezessionskrieg, Senator
- 1900: Wilhelm Küchler, deutscher Politiker, Oberbürgermeister von Worms, Minister im Großherzogtum Hessen
- 1900: Anna von Lieben, bekannt als Sigmund Freuds österreichische Patientin Cäcilie M.

### 20. Jahrhundert

#### 1901–1950
- 1902ː Cornélie Huygens, niederländische Feministin, Autorin und Sozialdemokratin
- 1902: Joseph Lingens, deutscher Politiker, MdR

Charles Taze Russell († 1916)

- 1916: Charles Taze Russell, US-amerikanischer Bibelforscher, Gründer der Wachtturm-Gesellschaft und der Zeugen Jehovas
- 1916: Tina Blau, österreichische Malerin
- 1918: Egon Schiele, österreichischer Maler
- 1918: István Tisza, österreichisch-ungarischer Politiker und Ministerpräsident Ungarns
- 1924: Robert Gersuny, österreichischer Chirurg
- 1925: Max Linder, US-amerikanisch-französischer Filmkomiker und -regisseur
- 1926: Harry Houdini, ungarisch-US-amerikanischer Entfesselungs- und Zauberkünstler
- 1926: Charles Vance Millar, kanadischer Anwalt und Unternehmer
- 1927: Paul Felix Aschrott, deutscher Jurist, Strafrechts- und Sozialreformer
- 1928: Albert Bartholomé, französischer Maler und Bildhauer
- 1929: António José de Almeida, portugiesischer Politiker, mehrfacher Minister, Regierungschef, Staatspräsident
- 1929: José Relvas, portugiesischer Politiker, Ministerpräsident
- 1929: Norman Pritchard, indischer Leichtathlet und Schauspieler
- 1930: Alexandre Guillot, Schweizer evangelischer Geistlicher
- 1934ː Suzanne Shepherd, US-amerikanische Schauspielerin, Regisseurin
- 1938: Robert Woolsey, US-amerikanischer Komiker
- 1939: Albrecht von Württemberg, deutscher Heerführer

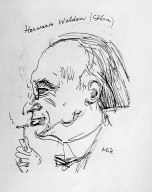
Herwarth Walden († 1941)

- 1941: Herwarth Walden, deutscher Schriftsteller, Verleger, Galerist, Musiker und Komponist, Förderer der deutschen Avantgarde des frühen 20. Jahrhunderts
- 1943: Albert Armitage, britischer Polarforscher
- 1943: Arthur Lossow, deutscher Textilunternehmer
- 1943: Max Reinhardt, österreichisch-US-amerikanischer Theaterregisseur
- 1944ː Hedwig Eppstein, deutsche Psychologin und die erste Promovendin am Psychologischen Institut der Universität Heidelberg, Opfer der Shoa
- 1944: Henri de Gavardie, französischer Militär und Autorennfahrer
- 1945: Georg Forster, Schweizer Schullehrer und Politiker
- 1945: Ignacio Zuloaga, spanischer Maler
- 1948: Milly Steger, deutsche Bildhauerin
- 1949: Édouard Dujardin, französischer Schriftsteller
- 1949: Edward Stettinius Jr., US-amerikanischer Diplomat und Politiker, Außenminister

#### 1951–1975
- 1952: Alexander Alexandrowitsch Andronow, sowjetischer Physiker
- 1952: Adolf Chybiński, polnischer Musikwissenschaftler und -pädagoge
- 1953: Ewald Banse, deutscher Geograf und Schriftsteller
- 1953: Robert d’Heilly, französischer Ruderer
- 1954: Pieter Boelmans ter Spill, niederländischer Fußballspieler
- 1955: Gyula Feldmann, ungarischer Fußballspieler und -trainer
- 1958: Maurice Rost, französischer Autorennfahrer und Flieger
- 1962: Thomas Holenstein, Schweizer Politiker
- 1966: Heribert Meisel, österreichischer Sportjournalist
- 1966: Ruth von Ostau, deutsche Schriftstellerin
- 1967: George Salter, deutsch-US-amerikanischer Gewerbegrafiker und Bühnenbildner
- 1968: Elsa Nöbbe, deutsche Malerin
- 1969: Carlos Alberto Arroyo del Río, ecuadorianischer Jurist und Politiker, Staatspräsident
- 1970: Heinrich Blücher, deutscher Autor und Philosoph
- 1972: Lee Bartlett, US-amerikanischer Speerwerfer
- 1973: Merlyn Oliver Evans, britischer Maler und Grafiker, Vertreter der Abstrakten Malerei
- 1975: Wilhelm Werner, deutscher Tischler und Kunstsammler

#### 1976–2000
- 1976ː Eileen Gray, irische Innenarchitektin und Designerin
- 1976: Bruno Uher, österreichischer Komponist
- 1980: Edelmiro Julián Farrell, argentinischer Offizier, Staatspräsident
- 1981: Georges Guignard, französischer Autorennfahrer
- 1981: Bernhard Günther, deutscher Politiker, MdB
- 1983: George Halas, US-amerikanischer Baseball- und American-Football-Spieler, -trainer und Teambesitzer
- 1984: Scott Clifton, amerikanischer Schauspieler
- 1984: John Collier, US-amerikanischer Hürdenläufer
- 1984: Eduardo De Filippo, italienischer Schriftsteller

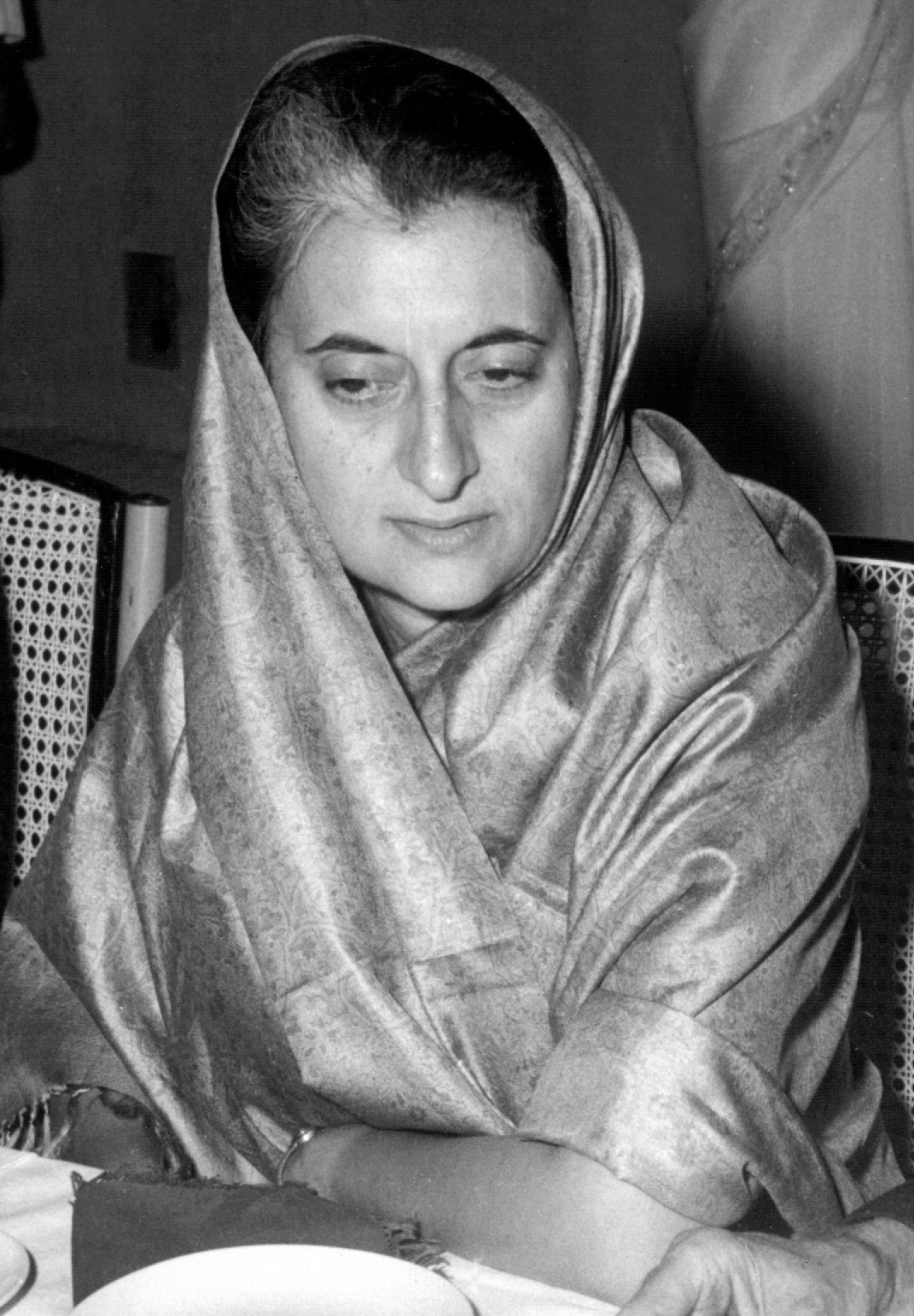
Indira Gandhi († 1984)

- 1984: Indira Gandhi, indische Politikerin
- 1984: Hermann Haake, deutscher Politiker, MdL
- 1984: Friedrich Meinzolt, deutscher Jurist
- 1985: Poul Reichhardt, dänischer Schauspieler
- 1985: Henri Schaller, Schweizer Geistlicher, Journalist und Zeitungsverleger
- 1986: Robert S. Mulliken, US-amerikanischer Physiker und Chemiker
- 1986: Bruno Snell, deutscher Altphilologe
- 1987: Natalie Beer, österreichische Schriftstellerin
- 1989: Conrad Beck, Schweizer Komponist
- 1991: Eugene Avon Anderson, US-amerikanischer Wrestler
- 1991: Ewald Bucher, deutscher Politiker, MdB, mehrfacher Bundesminister
- 1993: Federico Fellini, italienischer Filmemacher und Regisseur
- 1993: River Phoenix, US-amerikanischer Schauspieler
- 1993: Erich Romanovsky, österreichischer Komponist und Organist
- 1995: Joel Mason, US-amerikanischer American-Football-Spieler und Basketballtrainer
- 1996: Marcel Carné, französischer Regisseur
- 1996: Grachan Moncur II., US-amerikanischer Jazzbassist
- 1997: Bram Appel, niederländischer Fußballspieler und -trainer
- 1997: Hans Bauer, deutscher Fußballspieler
- 1998ː Rosemary Stjernstedt, englische Architektin und Stadtplanerin
- 1999: Howard Ferguson, irischer Komponist
- 1999: Didier Méda, französischer Freestyle-Skier
- 1999: Greg Moore, kanadischer Rennfahrer
- 2000: Thomas Gifford, US-amerikanischer Schriftsteller

### 21. Jahrhundert

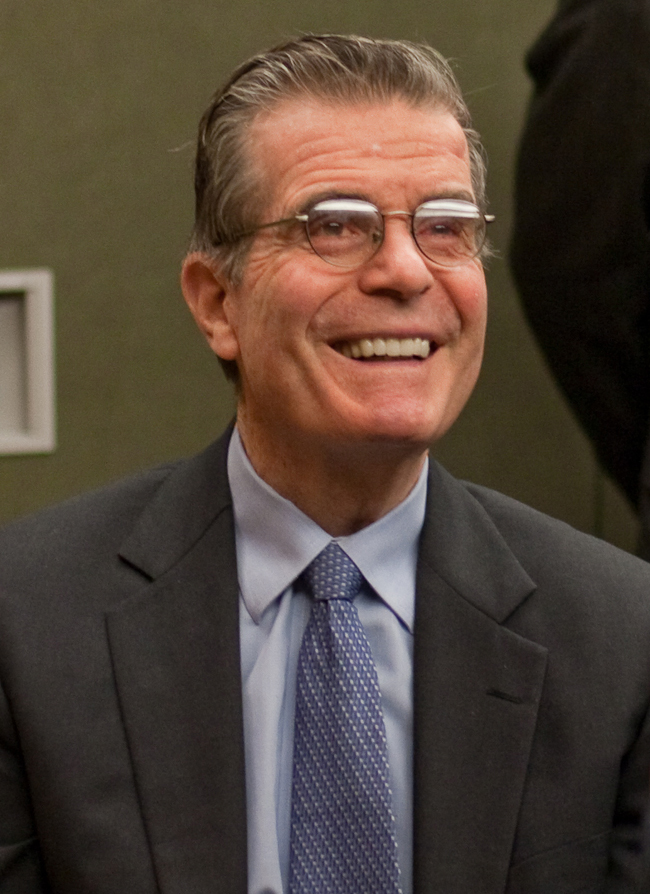
Ted Sorensen († 2010)

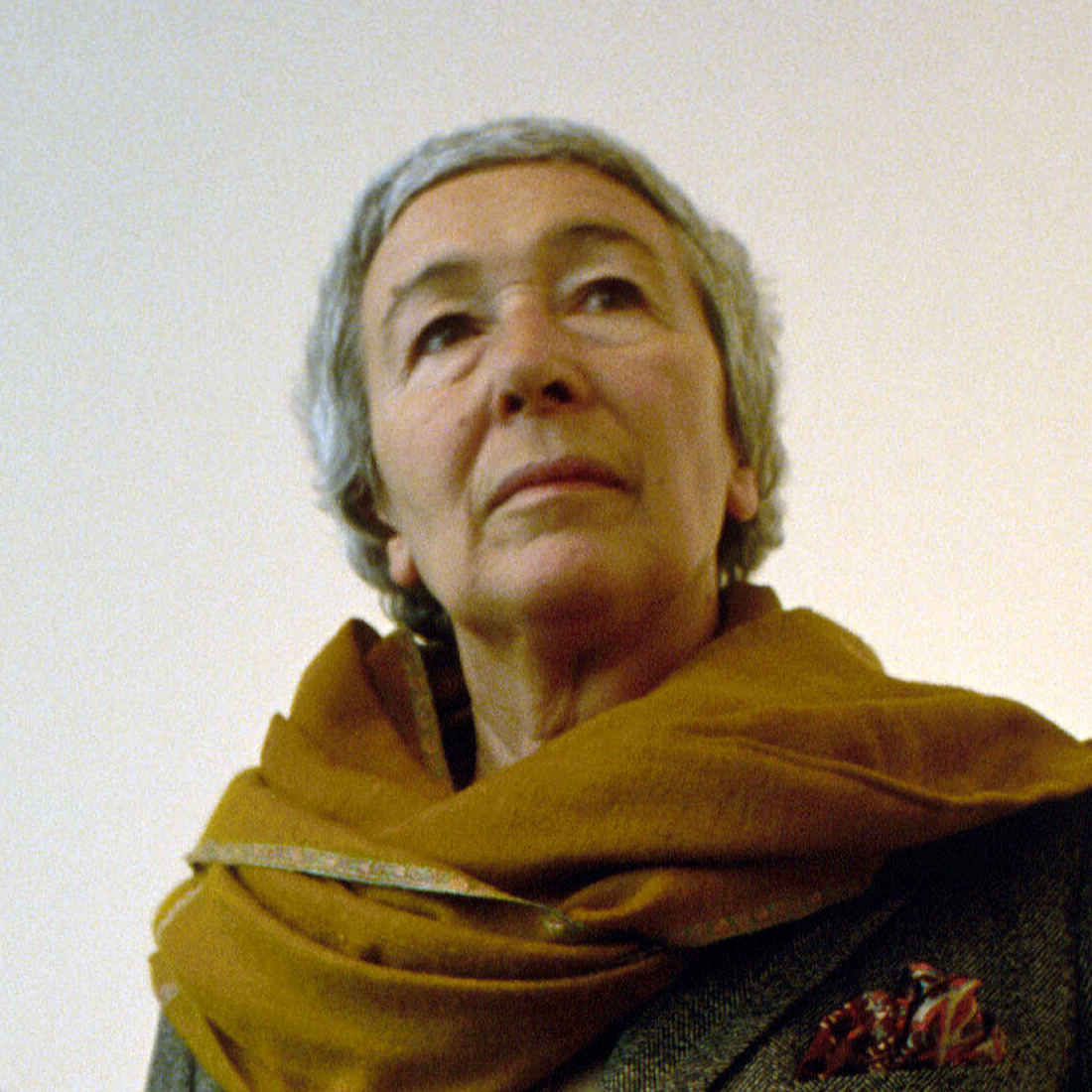
Gae Aulenti († 2012)

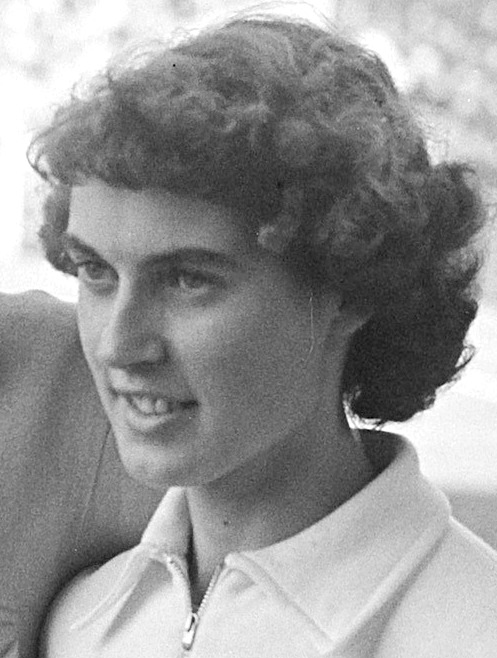
Dorothy Manley († 2021)

- 2001: Régine Cavagnoud, französische Skirennläuferin
- 2002: Juri Aronowitsch, russisch-israelischer Dirigent
- 2002ː Marianne Kehlau, deutsche Schauspielerin und Synchronsprecherin
- 2002: Amsi Kern, bayerische Volksschauspielerin
- 2002: Raf Vallone, italienischer Schauspieler und Fußballspieler
- 2004ː Mari Aldon, litauisch-US-amerikanische Filmschauspielerin
- 2004: Eugen Glombig, deutscher Politiker
- 2005: Hal Anger, US-amerikanischer Elektroingenieur und Biophysiker
- 2005: William O. Baker, US-amerikanischer Chemiker
- 2005: Helmut Brennicke, deutscher Schauspieler, Regisseur, Hörspielsprecher, Schauspiellehrer und Autor
- 2005: Paul Reynard, französisch-US-amerikanischer Maler
- 2006: Pieter Willem Botha, südafrikanischer Politiker, Premierminister, Staatspräsident
- 2007: Jacques Heuclin, französischer Politiker und Autorennfahrer
- 2008: Hermann Sodermanns, deutscher Fußballspieler
- 2008: Studs Terkel, US-amerikanischer Autor und Radiomoderator
- 2009: Qian Xuesen, chinesischer Wissenschaftler
- 2010: Michel d’Aillières, französischer Politiker
- 2010: Max Barandun, Schweizer Leichtathlet
- 2010: Manfred Bock, deutscher Leichtathlet
- 2010: Christa Herklotz, deutsche Skilangläuferin
- 2010: Heinrich Riebesehl, deutscher Fotograf
- 2010: Ted Sorensen, US-amerikanischer Autor und Jurist
- 2011: Flórián Albert, ungarischer Fußballspieler
- 2011: Liz Anderson, US-amerikanische Country-Sängerin und -Songschreiberin
- 2012: Gae Aulenti, italienische Architektin, Innenarchitektin, Gestalterin und Architekturtheoretikerin
- 2013: Soja Alexandrowna Abramowa, sowjetisch-russische Prähistorikerin
- 2013: Irene Kane, US-amerikanische Schauspielerin, Autorin und Fernsehmoderatorin
- 2013: Gérard de Villiers, französischer Schriftsteller
- 2015: Ants Antson, estnischer Eisschnellläufer, Olympiasieger
- 2015: Hans-Otto Kröner, deutscher Klassischer Philologe
- 2015: Hans Teuscher, deutscher Schauspieler
- 2018: Ron Grable, US-amerikanischer Autorennfahrer
- 2019: Thomas Schmidt, deutscher Hörfunkmoderator
- 2020: Sean Connery, britischer Schauspieler
- 2020: Daniel Dumile, US-amerikanischer Hip-Hop-Künstler
- 2021: Doğan Akhanlı, deutsch-türkischer Schriftsteller
- 2021: Dorothy Manley, britische Leichtathletin
- 2021: Włodzimierz Trams, polnischer Basketballspieler
- 2023: Lea Ackermann, deutsche Ordensschwester und Frauenrechtlerin
- 2023: Elmar Wepper, deutscher Schauspieler und Synchronsprecher

## Feier- und Gedenktage
- Kirchliche Gedenktage
  - Hl. Wolfgang von Regensburg, deutscher Abt, Missionar und Bischof (katholisch)
  - Hl. Urbanus, römischer Christ, Gehilfe des Paulus, Bischof und Märtyrer
  - Reformationstag, nur in Deutschland, Slowenien und Chile (evangelisch)
  - Wolfgangstag
- Namenstage
  - Wolfgang
- Staatliche Feier- und Gedenktage
  - Mexiko: Tag der Toten (erster Tag)
- Brauchtum
  - Halloween
  - Samhain
- Weitere Informationen zum Tag
  - Weltspartag (ausgenommen in Deutschland; in Österreich nur, wenn es ein Werktag ist) (seit 1925)

Weitere Einträge enthält die Liste von Gedenk- und Aktionstagen.